# 麻雀格闘倶楽部
麻雀格闘倶楽部（まーじゃんふぁいとくらぶ、MAH-JONG FIGHT CLUB、略称MFC）はコナミアミューズメント（MFC1-4はコナミ、MFC5からMFCZEROの途中までコナミデジタルエンタテインメント）が運営するアーケード用麻雀ゲーム。プロ麻雀リーグのMリーグのコナミアミューズメントのチーム名（KONAMI麻雀格闘倶楽部）としても使用されている。姉妹シリーズとして2023年3月に稼働を開始した「麻雀ファイトガール」が存在する。
本項では家庭用、派生作品などを含めたシリーズについて記述する。スマートフォンアプリ『麻雀格闘倶楽部Sp』についてはリンク先参照。

## 概要
ネットワークを使用して全国のプレーヤーと対戦できる。MFC2以降、日本プロ麻雀連盟公認となっており、同連盟所属のプロ雀士が実名で登場する。また、家庭用ゲームソフト版が発売された他、携帯電話用サイトで一部の機種向けにも配信されている。セガの『MJシリーズ』と並んで、アーケード麻雀ゲームを代表するタイトルである。本作をモチーフとしたパチスロ・パチンコがリリースされている。

## アーケード版
今までのシリーズに搭載されたモードとゲームシステムについて説明する。

### 対局ルール
採用されているルールは以下の通り。モードによってルールが異なる場合がある（詳細はモードの節に記載）。

#### 四人打ち・三人打ち共通
- ありあり（後付け及び食い断あり）。
  - 食いタンピンは30符。
- 雀頭のダブ東・ダブ南は2符。
- 切り上げ満貫なし。
- 1,000点未満での立直は不可（局開始時点でこの旨の文が表示される）。
- 二翻縛りなし。
- 食い替え（現物・筋）はMFC4以降全モードでなし（MFC3まではリーグ戦・全国オンライントーナメント以外であり）。
- 西入なし。
- ぶっとびあり（局終了時点で0点以下の者がいれば、その局で終了）。
  - 持ち点1,000点丁度での立直の場合、点棒収入がない場合はこの局でぶっとびとなる旨の文が画面に表示される。
- オーラスの親のアガリやめあり（局終了時に親がトップであれば、自動的に対局終了となる）。

流局関係
- 荒牌流局時は親の聴牌・ノーテンにかかわらず輪荘（アガリ連荘）。
- 九種九牌倒の成立はMFC4以降全モードで連荘（MFC3まではリーグ戦・オンライントーナメント以外では輪荘）。
- 流し満貫あり（流局扱いで親流れ）。
- 両家和および四人打ちの三家和は全員の和了が認められる。この場合、供託は上家取りとなる。親が和了した場合、席順に関係なく連荘となる（和了の子が上家であっても連荘）。
- 四開槓は途中流局となり輪荘。成立タイミングは、4回目のカンが宣言され槍槓ロンが発生しなかった時。

役関係
- 大車輪は純正（2-8の筒子）のみ。
- 八連荘あり。
- 国士無双の場合のみ暗槓に対する槍槓が成立。
- 包は大四喜・大三元・四槓子に適用（四槓子への適用はMFC5から）。
  - 重複役満の場合、全ての役満ぶんの点数に対して責任払いが発生する[注 2]。
  - 「大三元・四槓子」の二倍役満において、大三元をポン（カン）により確定させた者と、四槓子をカンにより確定させた者とが異なる場合、包は大三元を確定させた者のみに適用される[注 3]。さらに他の役満（字一色・八連荘）が重複している場合も同じ。
- 九連宝燈はMFC5以降は全種で成立（MFC4までは萬子のみ）。
- 人和は役満貫。
- 四暗刻単騎待ち、国士無双13面待ち、九連宝燈9面待ち、大四喜は2倍役満（フリテンの場合でも成立）。

#### 四人打ち
- ドラは基本4種（ドラ、裏ドラ、槓ドラ、槓ウラ）と赤ドラ（五筒2枚、五萬と五索が1枚ずつ）。
- 四家立直は流局せず続行。
- 四風子連打は途中流局となり輪荘。
- 配給原点は東風20,000点、半荘25,000点（MFC2の全国半荘リーグは20,000点）。
- 順位点は1位+5,000点、4位-5,000点。

#### 三人打ち
- 二萬 - 八萬の7種類の牌を使用しない。
- チーなし。
- 北は客風牌。
- ドラは基本4種と赤ドラ（五筒と五索が2枚ずつ）。花牌・抜きドラなし。
  - ドラ表示牌が一萬の場合、ドラは九萬。
- 四家立直・四風子連打なし。
- 配給原点は25,000点。
- 1本場につき600点。
- ツモアガリの場合の支払いは、親子関係なく折半払い。
- 順位点は1位+3,000点、3位-3,000点。

### エントリーカード
カードを使用すると段位や戦績、役ごとの和了回数などの情報が保存される。
e-AMUSEMENT PASS（5-）
MFC5以降はe-AMUSEMENT専用の非接触式ICカード「e-AMUSEMENT PASS」を使用する。
- 専用カードの裏に書いてあるカードナンバー、並びにFeliCaデバイスから読み取ったカードナンバーをeAMUSEMENTサイトに最大50件まで登録できる。
  - データ登録にはKONAMI IDとカードナンバーが必要となる。
- e-AMUSEMENT PASSの登録をせず、カードナンバーが分からない状態で紛失・破損した場合、データの引き継ぎはできない。

磁気カード（1-4）
- 麻雀格闘倶楽部のイラストが書かれた同じVerの磁気カードのみが使用でき、別のゲームやバージョン違いのカードは使用できなかった。
- 有効期限はMFC2以前は最後に使った日から60日、MFC3・4は180日だった。

ゲスト（非カード使用プレーヤー）
- カード未使用のプレーヤーのこと。名前は決める事が出来ず「ゲスト．1〜9」「ゲスト10〜22」「ゲスト」になる（番号は筐体に設定）。

### オフラインモード
- オフラインモードは「マッチング対象がオフラインのゲームモード」という意味で、他店とのマッチングを一切行なわず自店でゲームが成立するモードという事である。

#### 一人打ち（1-3）
- 1人でCPU3人と東風戦を行う。MFC4以降は、下記のプロCPU対戦に置き換えられた。
- 後述の店内対戦と違い、店内マッチングやオンラインマッチングの影響を一切受けずに一人で最後まで対局ができる。
- 対戦相手となるCPUは、プレーヤーの級段位と同じ（ただし黄龍の場合はCPUは四神マスター）に設定されていた。

#### プロCPU対戦（4-）
- プロCPU3人と東風戦を行う。こちらも一人打ち同様、店内マッチングやオンラインマッチングの影響を一切受けずに一人で最後まで対局ができる。
- 対戦して自分が1位、プロCPUが4位だとその4位のプロを負かしたことになり、ゲーム終了後の成績閲覧画面にて確認できる。ただしオンラインでプロCPUを負かした場合と異なり、勝ち星はもらえず、オンラインのプロCPU撃破回数にも加算されない。

#### イベントCPU戦（彩の華・冬）
- 2015年3月の『クローズ×WORST』コラボレーションイベント中に特定条件を満たすと、漫画『クローズ』の登場人物とCPU対戦ができるモードがプロCPU対戦に代わって登場。プロCPU対戦同様、店内マッチングやオンラインマッチングの影響を一切受けずに一人で最後まで対局ができるが、このモードを登場させた場合はイベント終了までプロCPU対戦をプレーできなかった。

#### 八牌麻雀（彩の華・夏　ZERO-）
- その名の通りアガリ形が必ず8枚になる、手牌7枚で対局する東風戦。
  - 索子の1-9を使用しない。
  - 和了役は2面子1雀頭で作ることのできるものに限られる。
    - 平和は順子1つと雀頭（数牌または客風牌）と数牌の両面待ちアガリで成立。

  - ポン・チー・カンなし。
  - 親の連荘なし。
  - 以下の役は発生しない。
    - 槍槓・嶺上開花・七対子・三色同順・三色同刻・三暗刻・小三元[注 4]・三槓子・四暗刻・大三元・小四喜・四槓子・国士無双・緑一色・大車輪・九蓮宝燈・大四喜・八連荘

#### 麻雀プラネット（ZERO-）
- それぞれの惑星を探索する一人用オフラインモード。プレー内容や順位に応じて探索が進められ、目標距離を達成すると演出・ビジュアルアレンジ用のアイテム・対局BGM等（全6種類）が獲得できる。
- ゲームスタート時にプレー開始時に探査したいプラネットを選べる。一度目標達成したプラネットも再度選ぶ事ができる（この場合は経験値やオーブのやり取りが行われるだけとなる）。
  - プラネットは5つあり、目標探査距離は10000kmから50000kmまである（目標探査距離に辿り着いた時点でアイテムが獲得でき、最初に用意されたプラネット2つを制覇すると残り3つのプラネットが選択可能になる）。

| 探索判定                               | 探索距離                                       |
| -------------------------------------- | ---------------------------------------------- |
| 対局開始（毎局最初の捨て牌処理時）     | 50km                                           |
| 向聴数が減る（手が進む）               | 50km                                           |
| 聴牌する                               | 100km                                          |
| 放銃をしないで対局を終える（流局含む） | 100km                                          |
| リーチを掛ける                         | 500km                                          |
| ツモやロンで和がる（点数によらず）     | 1000km                                         |
| 対局終了時の順位                       | 1位：5000km 2位：2000km 3位：1000km 4位：500km |

#### 対戦打ち（1）・店内対戦（1.5-）
- 同じ店内のプレーヤーと東風戦を行う。オンラインマッチングの影響を一切受けず、店内サーバーがダウンしない限りはマッチングした人数全員で最後まで対局ができる。
- 基本ルールは一人打ちモードと同じだが、同じ店舗にある筐体を1〜3台使用する事でプレーヤー1〜3人＋CPUでの4人打ち東風戦が出来る。
- MFC1-2のレバー筐体版では店内対戦は行えない仕様だった。

### オンラインモード
- e-AMUSEMENTのネットワークを通して全国から対戦者を募り、対局を行う。
- サーバーメンテナンスの時間[注 5]中はe-amusementサービスの利用自体が行えず､カードの認証を含めたオンライン機能が利用できない[注 6]。
- 以下のゲームモードには「日本プロ麻雀連盟公認」とタイトルが付いているモードがあるが、本記事では省略する。

#### 全国対戦（東風1-3）・全国段位別戦（東風・半荘4-、三麻7-）・全国三人打ち麻雀（5-6）
- 東風戦・半荘（東南）戦を行う。
- 対戦相手はゲーム内の段位によって分かれており「級位（十級 - 一級）」「初段 - 参段」「四段 - 六段」「七段以上（マスター、黄龍、真龍も含む）」同士の対戦となる。
  - 以前は段位以上の組分けが異なり「初段 - 弐段」「参段 - 五段」「六段 - 黄龍」となっていたが極端に在籍数が少なかった組ができ、CPUと戦うことが多かったので現在の形になった。
- MFC5で「全国三人打ち麻雀」が追加された。MFC7から「全国段位別戦（三麻）」と名称が変更されたが、マッチング方式やルール等は同じである。

#### 全国リーグ（東風・半荘2-、トーナメント4-6、三麻サバイバル7-）
- ゲーム内の有段者が参加できるモード。4人で東風戦・半荘戦もしくは3人で半荘戦を行う。
- 毎週月曜日（一部リーグを除く）に成績が集計され、リーグの移動が行われる。
- 東風・半荘リーグのリーグスコアは、下記で計算される。獲得点棒は順位点移動後の点棒で計算。

スコア＝（獲得点棒/100）+（5-順位）
- 昇降格の判定に用いられる成績は連続した対局の中で最も良い連戦を使用するため、プレー数が多いほうが有利となる(FIGHTリーグは彩の華まで)。
- 当初は、規定対局数に届いていない場合リーグ昇降格の対象とならず翌週にスコアを持ち越すことができていた（鳳凰リーグ・NEXTリーグを除く）が、GRANDリーグではスコアの持ち越しは一切できなくなり、一度参加したリーグについては、次回更新日に規定対局数を満たさなければ降格となる。

##### 全国（東風/半荘/トーナメント）リーグ（2-6）
- MFC2-6ではCIII・CII・CI・BII・BI・AII・AIの7つのクラスが設定されていた。
- MFC3以降はSAグループが導入された。
- 規定対局数は東風10局、半荘8局、トーナメント3セット。

SAグループ（3-6）
- AIリーグ在籍者の中から1ヶ月間（集計期間は毎月1日-月末）の成績が優秀だった上位300名が認定される。
- SAに認定されるためには集計期間中AIリーグを維持しながら規定対局数（週間規定対局数の3倍）を消化する必要がある。
- AIIリーグに降格してしまった場合はそれまでの成績が（規定対局数を消化した場合でも）無効となり、同一期間内にAIリーグに再昇格した場合でも最初からやり直しとなる。また、SAグループの認定のための成績は各期間でリセットされるため、成績を翌月に持ち越すことはできない。
- SAグループに認定されたプレーヤーには順位に応じたオーブが与えられ（MFC4以降は連続SA認定によるオーブ授与もある）、東風・半荘・トーナメント（MFC4以降）の各リーグのSAグループ1位には「鳳凰位」の称号が与えられる。

##### 麻雀格闘倶楽部リーグ（7-u.v.絆の章）
D3-D1（プライマリリーグ：段位のみ）、CIII-AI（ミドルリーグ：段位以上）、S-SSS（鳳凰リーグ：黄龍・真龍のみ）と13段階のランク分けが行われる（ミドルリーグの区分はMFC6以前と同じ）。規定対局数はリーグにより異なるが、同じ階級であれば東風と半荘は同対局数、三麻サバイバルリーグはその半分のセット数となっている。
鳳凰リーグ
- 鳳凰リーグへ昇格するには、ミドルリーグのAIリーグにおいて規定試合数をクリアして昇格ボーダーを上回る成績を出し、かつ入れ替え日に段位が黄龍・真龍であることが条件となる。AIリーグの参考ボーダー表示の昇格部分にも、「黄龍も昇格条件」と表示され、四神マスター以下の場合昇格ボーダーを越えてもAIリーグに残留となる。
- 鳳凰リーグに在籍するとCPU含め黄龍・真龍だけのマッチングになり必ず黄龍オーブが移動する。
- 鳳凰リーグのうち、Sリーグは他のリーグ同様、同クラス全体の所属者の中で順位を争う。SS,SSSリーグは少人数（それぞれ8人、4人）のグループを作り、そのグループ内での成績を争う（対局のマッチング対象は鳳凰リーグ所属者全員で、グループ内のみで対局するわけではない）。
- 約10日ごとに中間ランキング発表（2回）・結果発表（リーグの移動は東風（毎月10日）・半荘（毎月20日）・三麻サバイバル（毎月30日、2月は末日）とローテーションで実施。移動がないリーグは中間ランキング発表）が行われ、規定対局数を消化した成績上位者（Sリーグは暫定上位1/16人、SSおよびSSSリーグはグループ内暫定1位）・昇格者・鳳凰位認定者には黄龍オーブが授与される。
- 成績発表時に規定対局数をプレーしなかった場合は自動的に降格となる。ただし、AIリーグからSリーグに昇格した直後のプレーヤーは最初に迎える結果発表の日に限り、規定対局数を満たしていない場合、降格せず成績を持ち越すことができる（例：1月1日に東風Sリーグに昇格したプレーヤーは1月10日までに規定対局数を消化した場合はリーグ移動対象になるが、それ以外の昇格プレーヤーは2月10日までに規定対局数を消化すれば自動降格にはならない）。
- ミドルリーグ以下では入れ替え対象人数の一定の割合のプレーヤーが昇格できるが、鳳凰リーグは昇格および残留可能な定員の絶対数があらかじめ決められている（規定対局不足による降格の発生状況により、昇格人数が変動する）。

- Sリーグでは通常上位3200人（MFC7,我龍転生では1600人）がSSリーグに昇格、次点3200人が残留、それ以下が降格する。
- SSリーグではグループ内上位2人がSSSリーグに昇格、3・4位はSSリーグに残留、下位4名および規定対局数プレーしなかったプレーヤーはSリーグに降格。
- SSSリーグではグループ内1位が鳳凰位獲得、2位がSSSリーグ残留、3・4位および規定対局数プレーしなかったプレーヤーはSSリーグに降格。

- 鳳凰位に認定されたプレーヤーの中から、上位100名が翌月の「大鳳凰戦」に進出。大鳳凰戦の中の1位が「大鳳凰位」に認定され、上位には黄龍オーブが授与される。大鳳凰戦はSSSリーグと並行して行われる。

##### 麻雀格闘倶楽部SUPERリーグ（NEXT-豪華絢爛）
NEXTではFIGHTリーグ・NEXTリーグ・SUPERリーグの3リーグとなった。
FIGHTリーグ
従来のミドルリーグと同じくCIII-AIまでの7階級制。昇降ボーダーは固定。
- 飛び級制度が新設され、昇格者の中でも特に優秀な成績をおさめたプレーヤーは2段階昇格できる（AII→NEXTまで）。
- ZERO以降は規定対局消化後即座に昇降格判定が行われる。これにより彩の華以前のようなやり直しがきかないシステムになったため、全体的に昇降格ボーダーが引き下げられた。

NEXTリーグ
残留という概念がなく、リーグ更新日に必ず昇降が決まるリーグ。全1階級。
- 成績上位50%（このリーグは規定対局数未消化のプレーヤーも集計対象）がSUPERリーグに昇格しSクラス勲章を獲得。下位50%および規定対局数を消化できなかったプレーヤーはFIGHTリーグのAIリーグに降格。

SUPERリーグ
最上位リーグ。鳳凰リーグと同じくS-SSSおよび鳳凰位の格付けがあるが、1つの階級として扱われ、SUPERリーグ内での成績順に応じて「クラス勲章」が授与される形式に変更された。また、鳳凰リーグSS以上にあったグルーピングも廃止されている。
- 成績上位50%はSUPERリーグ維持と共に順位に応じてS-SSSのクラス勲章が授与（公式ではS-SSSの各クラスに『所属』と表記）され、SSSクラス1位のプレーヤーには「鳳凰位」の称号（勲章）が与えられる。その他は上位100名がSSSクラス、上位10%がSSクラス、それ以外の上位50%がSクラスとなる。下位50%はSSクラス以上であってもNEXTリーグに降格する。ZERO以降では「毎週連続維持回数」として、連続で規定対局数を消化してSクラス以上を維持した場合に回数が表示されるようになった。また連続でSUPERリーグを維持できた場合、クラス勲章の他に連続維持回数に応じたクラスポイントが付与される。
- 鳳凰リーグと異なり1週間毎のリーグ更新で更新日に規定試合数を満たしていない場合は降格せず成績が持ち越されるが、SS以上だった場合もクラス表示はSに戻されてしまう。また、成績持ち越しによるSUPERリーグ維持ではクラス勲章は獲得できず、毎週連続維持回数も途切れる。

グランドチャンピオン決定戦
年度内のクラス勲章によるクラスポイント（鳳凰位＝15P、SSS＝7P、SS＝3P、S＝1P）の合計が12P以上のプレーヤーが参加できる。
- マッチング対象はFIGHT・NEXTリーグに降格していてもSUPERリーグとなる。
- グランドチャンピオン決定戦スコアが1位のプレーヤーに「大鳳凰位」の称号が与えられ、上位1000位までにもグランドSSS（2位-100位）・グランドSS（101位-300位）・グランドSクラス（301位-1000位）の称号が与えられる。
- グランドチャンピオン決定戦スコア（以下決定戦スコア）は規定対局数（100東風・80半荘・70サバイバル）の合計スコアに、クラスポイントによる追加ポイント（東風・半荘＝1クラスポイントあたり決定戦スコア1.00P、三麻＝1クラスポイントあたり決定戦スコア0.50P）が加算され計算される。合計スコアが同点の場合、クラスポイントの高い方が優位となる。
- 10対局（三麻は10サバイバル）打ち終えるとランキングの対象となり、「開催年(東風/半荘/三麻)グランドチャンピオン出場」の特記事項が追加され、各種グランド称号や大鳳凰位を獲得した場合はそちらに置き換わる。グランド称号（対象のモードのみ）や大鳳凰位の場合はさらに登場演出も追加される。これらの演出は翌年のグランドチャンピオン決定戦までの1年間表示される。

##### 麻雀格闘倶楽部グランドリーグ（GRAND MASTER-）
麻雀格闘倶楽部段位が弐段になると解放されるモードである。
グランドリーグではSリーグ・Aリーグ・Bリーグ・Cリーグ・Dリーグの5リーグに分かれている（同一リーグの中でAI,BIIといった細分化はされていない）。
リーグ入れ替え日は毎週月曜7:00。入れ替え日時以降の最初のプレーで結果発表が行われ、リーグの入れ替え、昇格・維持特典授与、所属リーグ獲得スコアの授与が行われる。
Dリーグ
期間内に参戦したDリーグ所属全プレーヤーが集計対象。規定対局数は3東風・3半荘・2サバイバル。昇格ボーダーを上回ればCリーグ昇格戦に昇格（オーブ1個獲得）する。規定対局数を満たしていない場合は残留扱いとなる。
- 昇格ボーダーは2020年12月28日更新分以前は「上位50%」、2021年1月4日更新分からは「上位60%」

Cリーグ～Aリーグ
昇格戦と復帰戦の2つに分かれている。それぞれの規定対局数は同じである。
| リーグ  | 規定対局数 | 規定対局数 | 昇格戦     | 昇格戦     | 昇格戦     | 昇格戦     | 昇格戦     | 昇格戦     | 昇格戦     | 昇格戦     | 復帰戦          |
| リーグ  | 東風 半荘  | 三麻       | 昇降格判定 | 昇降格判定 | 昇降格判定 | 昇降格判定 | 昇降格判定 | 昇降格判定 | 昇降格判定 | 昇降格判定 | 昇格戦 復帰割合 |
| リーグ  | 東風 半荘  | 三麻       | 1位        | 2位        | 3位        | 4位        | 5位        | 6位        | 7位        | 8位        | 昇格戦 復帰割合 |
| ------- | ---------- | ---------- | ---------- | ---------- | ---------- | ---------- | ---------- | ---------- | ---------- | ---------- | --------------- |
| Aリーグ | 6          | 4          | 昇格       | 昇格       | 残留       | 残留       | 降格       | 降格       | 降格       | 降格       | 上位30%         |
| Bリーグ | 4          | 3          | 昇格       | 昇格       | 昇格       | 残留       | 残留       | 降格       | 降格       | 降格       | 上位40%         |
| Cリーグ | 3          | 2          | 昇格       | 昇格       | 昇格       | 昇格       | 残留       | 残留       | 降格       | 降格       | 上位60%※        |

※は2021年1月4日更新分より適用（2020年12月28日更新分までは「上位50%」）
- 昇格戦
同じリーグに所属する8人でマッチングされ、その中で順位を競う。
合計スコアの順位で上表のように昇降格および残留が決まり、翌週はそのリーグ（A～Cリーグの場合は昇格戦）に在籍となる。
昇格の場合、オーブ1個獲得となる。
昇格戦に在籍していて期間中1度もプレーしてなければ復帰戦へ移行する。1対局以上規定対局数未満の場合は降格扱いとなる。
- 復帰戦
期間内にプレーした各リーグ復帰戦所属全プレーヤーが集計対象。1度もプレーしていない場合は、復帰戦からの昇降格は発生しない。
各リーグごとに定められた順位割合（上表参照）に入れば同一リーグの昇格戦に復帰、入れなければ（規定対局数を満たさなかった場合も同様）1リーグ降格（B・Cリーグ昇格戦もしくはDリーグ）となる。

Sリーグ
同リーグに所属する4人でマッチングされ、順位を競う。規定対局数は8東風・8半荘・5サバイバル。1位のみSリーグ維持（オーブ1個獲得）となり、2-4位はAリーグ昇格戦に降格する。期間内に規定対局数を満たさなかった場合（1度もプレーしていない場合を含む）は、降格扱いとなる。
リーググランプリ
3ヶ月に1度開催される大会である。上位者には特別演出が起こり、その大会の1位のプレーヤーには鳳凰位が与えられる（表示有効期限は次回リーググランプリ終了まで）。
期間は1月～3月、4月～6月、7月～9月、10月～12月の4期に渡って開催される。
年間グランプリ
4期のグランプリスコアの合計点を年間グランプリスコアとして集計、1位には大鳳凰位、2位から100位にはグランドマスター、101位から500位にはグランドランカーの称号が与えられる（2位以下の称号は次年度のリーググランプリ終了まで表示）。

##### 全国トーナメントリーグ（4-6）
- MFC3の全国オンライントーナメントモードと入れ替わる形でMFC4から追加されたモード。
- 全3回戦制のトーナメント形式で東風戦を行う（予選は上位二名勝ち抜き形式、一回戦勝ち抜き者4名が二回戦を行なうが、トーナメントの途中で終了もでき、同じラウンドから再開するため必ずしも2つの一回戦を勝ち抜いた2組4名で対戦するわけではない。決勝戦も同様）。
- 順位点が他のモードと異なり、2位と3位でも順位点の移動があり、2位は+3000点、3位は-3000点。
- MFC3同様、優勝するとトーナメント優勝メダルと勝ち星1個がもらえ、10個たまると勲章とオーブ2個がもらえた。
- 1トーナメントの「合計スコア」（ここではF(X)と定義する）の計算方法は次のとおり

1.まず、1回戦・2回戦・決勝それぞれのスコア（ここではf(1)、f(2)、f(3)と定義する）を、以下の計算式により算出する。
- f(x)=(獲得点棒P)+(順位P)+(回戦P)
  - 獲得点棒P=(最終点棒-20000)/100
  - 順位P、回戦Pは下表のとおり

| 回戦  | 順位P | 順位P | 順位P | 順位P | 回戦P |
| 回戦  | 1位   | 2位   | 3位   | 4位   | 回戦P |
| ----- | ----- | ----- | ----- | ----- | ----- |
| 1回戦 | 10P   | 8P    | 3P    | 2P    | 1P    |
| 2回戦 | 10P   | 8P    | 3P    | 2P    | 2P    |
| 決勝  | 10P   | 8P    | 6P    | 4P    | 4P    |

2.各スコアの平均値を算出し、「合計スコア」とする。その際、小数第3位以下は切り捨てとなる。優勝の場合は、その値にボーナス1Pを加算する。
- 1回戦敗退の場合

F(X)=f(1)
- 2回戦敗退の場合

F(X)=(f(1)+f(2))/2
- 決勝進出（2位-4位）の場合

F(X)=(f(1)+f(2)+f(3))/3
- 優勝の場合

F(X)=1+(f(1)+f(2)+f(3))/3

##### 全国三麻サバイバルリーグ（7-）
全3ステージ。各ステージで決められたスコア以上を獲得したプレーヤーだけが生き残り、次に進めるルール。生存条件は以下の通り。
- ステージ1：2万点以上（全員生存の可能性あり）
- ステージ2：3万点以上（全員脱落の可能性あり）
- ファイナルステージ：1位のみ

- ファイナルステージはクラブスコア×2戦とリーグスコア×2戦が必ず同時に発動する。ロケテストではオーブ×2戦も発動していた。またFIGHT CLUB VIPポイント交換で「クラブスコア×2戦発動」を使用した場合、ステージ1とステージ2では被りさえしなければ発動する。ファイナルステージでは必ず被るので次回の対局に持ち越される。

生還もしくは途中のステージで脱落するまでを1サバイバルとし、連続した規定サバイバル数の最高スコアを競う。

##### 段位認定（2-）
- 段位以上のプレーヤーは日本プロ麻雀連盟公認の段位認定試験に挑戦できる。
- 申し込んでからの東風・半荘リーグ戦で規定対局数の平均点数・平均順位両方の基準をクリアすると合格。
- 受験中に合格用件を満たせなくなった（具体的には残りすべての対局で1位を取っても平均順位が足りない、または段位・リーグが受験資格未満に降格した）場合はその時点で不合格。
- 初段以上に認定されKONAMI IDを登録しているプレーヤーは日本プロ麻雀連盟の段位免状の発行を有料で受けることができる。

#### 全国オンライントーナメント（3）
16人でマッチングしてトーナメント戦を行うモード。
- マッチングされた16人はA,B,C,Dの4ブロックに分かれて1回戦を行う。
- 各ブロックの上位2名が勝ち上がり、2回戦を行う（組み合わせはA,Bブロックの上位2名とC,Dブロックの上位2名）。2回戦上位各2名が決勝戦を行う。
- 1回戦、2回戦は12分間の時間制、ぶっとび無し。12分経過した局の終了をもって対局が終了。12分経過後さらに1分経つと思考時間が2秒に短縮された。
- 決勝戦のルールはMFC3の東風リーグと同じ（ぶっとび・親連荘あり）。決勝戦で1位を取り優勝するとオーブ1個とトーナメントメダルが1個もらえる。メダルは10個で勲章1個に変わる。
- 予選も含めたトーナメントの成績は「トーナメントスコア」として集計され、月間のスコアで「マスターズチャンピオン」や「マスターズランカー」の称号が与えられた。

#### 大会会場
通常の対局とは別に集計を行う期間限定の大会に参加するためのモード。「大会会場（東風）」のように東風・半荘・三麻・競技のどのモードで行われるかも表示される。大会によっては通常対局が大会会場を兼ねている事が大半だが、一部大会は現在も別会場で開催されている。

#### 麻雀初心者専用卓（4-彩の華）
- MFC4から追加された級位者限定のモード（初段から級位に降格したプレーヤーは参加できない）。
- 通常のゲームモードよりも思考時間が長くなり、長考が3回できるほか、ドラ牌、役牌にマークが付いたり、捨てると聴牌になる牌のナビゲーションがされる。

#### イベント卓（4-）
通常のモードとは異なる特別ルールで開催されるモード。

##### 特定日に開催されるイベント
- 毎月特定の日にのみ開催される。
- MFC4では黄龍闘技場（東風・半荘）が、MFC5ではドラドラ卓・導火線卓・クラブスコア2倍卓・黄龍闘技場（三麻）が登場した。
- MFC7.77アップデート後の2009年2月27日より、ニューキャビネット（機能搭載モデル含む）専用の麻雀力強化イベントが末尾が3・7の日にも開催されるようになり、新たに6種類増加した。

イベント卓の種類と内容
Extremeで開催されているイベント
- 大逆転三麻卓
  - 2021年3月23日に実装。以降毎月3のつく日（3日、13日、23日）の10:00 - 21:59に開催される三麻戦。
  - 配給原点35,000点の東風6局戦。順位点なし。
    - 東三局の次は東四局、その次は東五局となる。
    - 空席の位置に、対局の進行状況（1→2→3→4→5→最終）が表示されていて、局が終了（九種九牌による流局を除く）するとカウントが増えていき、「最終」に到達した局がオーラスとなる。オーラスは親がアガっても対局終了。

  - ツモアガリの場合、アガリ点の移動が通常の三麻戦の2倍となる。
  - アガった者は、次局の親となる。九種九牌の場合は親続行。ダブロンの場合は親続行優先・子のダブロンは上家優先。
  - オーラスに限りオープン立直（2翻）が可能。アガリの待ちに関係する牌（符ハネを含む）がオープンされる。
    - リーチ（オープンリーチを含む）が成立していないプレーヤーがオープンリーチに振り込んだ場合、役満放銃（他の役満と複合）となる。
    - 数え役満はオープンリーチを1翻に置き換えて13翻あれば成立。

  - 黄龍オーブ・ファイトオーブの移動は、3位→1位で2個、3位→2位で1個。
- 麻雀格闘倶楽部 競技ルール卓
  - 豪華絢爛以降、毎月5の付く日（5日、15日、25日）に開催。詳細は該当項目参照。
- （真）黄龍闘技場
  - 東風（毎月10日）、半荘（毎月20日）、三人打ち（毎月30日。2月はMFC7以降は末日。MFC5・6では開催されず）がある。対局ルールは各モードと同じ。
  - 参加資格は黄龍・真龍のみ。CPUも黄龍が登場し、必ず黄龍オーブが移動する。
  - 2015年8月より「真黄龍闘技場」となり、真龍プレーヤー同士が優先的にマッチングするようになった。
  - 2020年11月20日以降は、マッチングが「真龍」「黄龍」の2つとなり、黄龍オーブの移動が以下のとおり統一された。
    - 【東風・三麻】最下位→1位で3個
    - 【半荘】4位→1位、3位→1位および4位→2位で各2個

  - 2020年11月10日までは、黄龍レベルによる格付け別のマッチングであり、マッチング区分および黄龍オーブ移動量は以下のとおりであった。
    - A黄龍（Lv.1-9）
      - 【東風・三麻】最下位→1位で1個
      - 【半荘】4位→1位、3位→1位および4位→2位で各1個

    - AA黄龍（Lv.10-19）
      - 【東風・三麻】最下位→1位で2個
      - 【半荘】4位→1位で2個、3位→1位および4位→2位で各1個

    - AAA黄龍（Lv.20-）
      - ※現在のルールに同じ

彩の華まで開催されていたイベント
太字はニューキャビネット専用のイベント。
- 三麻数牌卓（毎月3日）
  - 字牌を除く萬子、筒子、索子の数牌のみで行う三人打ち対局。
    - 字牌に関連した役（役牌、チャンタ、混老頭、混一色、小三元・大三元、小四喜・大四喜、国士無双、字一色）や九種九牌がなく、三色同順がある。

  - 赤ドラは五萬、五筒、五索各2枚ずつ
  - チーあり
- ドラドラ卓（毎月5日）
  - 開局時、表ドラが2枚になっている。
  - 王牌は16枚残しとなる。その他のルールは赤ドラ含め東風戦と同じ。
- 上家オープン卓（毎月7日）
  - 常に上家の手牌がすべて見える（同時に下家に自分の手牌を全て見られている）状態で対局を行う。その他のルールは東風戦と同じ。
- 薄氷卓（毎月13日）
  - 配給原点13,000点で対局を行う半荘戦。
  - プレー料金およびクラブスコアの倍率は東風戦に準じる。
    - コンティニュー料金は東風戦で設定されている点数から-7000点されたものとなる。

  - オーブの動きは、4位から1位に1個＋ぶっとばされたプレーヤー全員からぶっとばしたプレーヤーに1個（1000点からのリーチで0点になったまま終了した場合を除く）。途中終了した場合はオーブを2個失う。
    - ダブロン・トリプルロンやノーテン罰符でぶっとびが発生した場合は上家取り。
    - ぶっとび・ぶっとばしが重複した場合[注 7]はぶっとばしボーナスは無視されぶっとびでオーブを失う。
- 導火線卓（毎月15日）
  - 最後の自模を行った山がある面子の収支が2倍になる（積み棒、ノーテン罰符は変動なし）。割れ目ルールの変形。
  - その他のルールは東風戦と同じ。
- 配牌オープン卓（毎月17日）
  - 対局開始時の配牌が全員に見える状態で対局を行う（配牌後にツモってきた牌は見えない）。その他のルールは東風戦と同じ。
  - 和了時、オープンされていた牌（暗槓以外の鳴きで晒した牌を除く）の枚数に応じて、以下のCSボーナスが加算される。
    - 1～10枚は1枚につき100CS
    - 11枚：1,500CS、12枚：2,000CS、13枚：3,000CS
    - 門前で13枚全てクローズしていた場合は5,000CS
- 早切り卓（毎月23日）
  - 打牌速度を競い合いながら対局を行う東風戦。対局ルールそのものに変更はない。
  - 対局中のBGMの速度とピッチが上がっている。ピッチは『beatmania IIDX』で例えるならPITCH+3の状態。
  - 平均打牌速度の対象となるのは牌を捨てるときのみで、鳴きを行う時やリーチ中のオートツモ切り状態は対象外となる。和了した局内で平均打牌速度が1位だった場合、CSボーナスが加算される。
  - オーブの動きは、4位から1位に1個＋1位のプレーヤーの平均打牌速度が1位（CPUは集計対象外）の場合に限り、平均打牌速度最下位から1個。途中終了した場合はオーブを2個失う。
- クラブスコア2倍卓（毎月25日）
  - クラブスコアの変動が必ず2倍になる。ルールは東風戦と同じ。
- 千里眼卓（毎月27日）
  - プレミアムエリアに自分の次巡のツモ牌が表示される。その他のルールは東風戦と同じ。
  - 千里眼表示はあくまでその時点の次巡のため、鳴きでツモ順がズレると予告表示も即時変わる。またカン可能時の嶺上牌は表示されない。

##### 期間限定イベント
これらのイベントはその他のイベント卓と独立して行われる。
炎のリーチ卓
- 現在でも開催されることがある不定期イベント卓。
- 立直をかける際に1対局につき1回だけ「炎のリーチ」がかけられる。その他のルールは東風戦と同じ。
  - 炎のリーチは5,000点を供託として宣言し（リーチ棒も5,000点棒を使用）、和了時（5本の1,000点棒から火柱が上がる演出）には5翻（ダブル立直は6翻）として計算される。
    - 5,000点未満の場合炎のリーチ不可。5,000点ちょうどからの炎のリーチの扱いは1,000点からの通常リーチと同様。

  - 炎のリーチで和了すると立直エンブレムを獲得。期間内の和了数に応じて炎のリーチ卓内での称号（100〜2位…立直将軍、1位…立直大将軍）が与えられる。

超光（ちょうこう）ドラ卓
- 現在でも開催されることがある不定期イベント卓。
- 牌山の残りが40枚、30枚、20枚、10枚時にドラ表示牌が新たに1枚めくられる。その他のルールは東風戦と同じ。
  - 通常の槓ドラも有効なため、最大でドラ表示牌は9枚（四槓子聴牌かつ残牌10枚以下時）。ドラ表示牌が5枚を超えると王牌が左にずれて表示される。
    - このため王牌は22枚残し（＝牌山が8枚少ない状態）となる。
- ドラを使用して和了すると、ドラの枚数分だけ超光エンブレムを獲得。期間内のエンブレム数に応じて超光ドラ卓内での称号（100〜2位…ドラマスター、1位…ドラ皇帝）が与えられる。

EX半荘卓
- 現在でも開催されることがある不定期イベント卓。
- 参加資格は黄龍以上で、黄龍から降格した場合はコンティニュー不可。
- 通常の思考時間の他に持ち時間が導入されており、捨て牌および鳴きなどの判断が長引くと持ち時間が消費され、1局15秒消化後は1.5秒で打牌されるようになる。
- プレー開始時に3CREDIT（初期持ち時間30秒/最大持ち時間35秒）か5CREDIT（初期持ち時間60秒/最大持ち時間70秒）かを選択する。
  - ライフ制はなく、途中終了しない限り最後までプレーできる。
- 順位点および黄龍オーブは、競技ルールに類似した原点以上（浮き）の人数により変化する方式で、次表のとおりである。

| 人数 | 1位       | 1位    | 2位      | 2位    | 3位      | 3位    | 4位       | 4位    |
| 人数 | 順位点    | オーブ | 順位点   | オーブ | 順位点   | オーブ | 順位点    | オーブ |
| ---- | --------- | ------ | -------- | ------ | -------- | ------ | --------- | ------ |
| 1人  | +18,000点 | +3個   | -2,000点 | 0個    | -4,000点 | -1個   | -12,000点 | -2個   |
| 2人  | +12,000点 | +2個   | +4,000点 | +1個   | -4,000点 | -1個   | -12,000点 | -2個   |
| 3人  | +12,000点 | +2個   | +4,000点 | +1個   | +2,000点 | 0個    | -18,000点 | -3個   |

- 4人浮き（全員原点）および4人沈み（リーチ棒が供託に残った場合に発生する可能性あり）の場合は、順位点および黄龍オーブの移動はない。
- 対局終了後は点棒収支（原点から100点につき0.1秒増減）と消費時間から持ち時間が清算される。無料コンティニュー条件は通常のコンティニュー設定にかかわらず「点数計算後の持ち時間が30秒以上」。
- 2016年5月の開催では連続した8対局の平均点棒の最高記録に応じてEX半荘卓内での称号（100〜2位…EX半荘マスター、1位…EX半荘王）が与えられる。

#### 麻雀格闘倶楽部 競技ルール卓（6-）
30,000点持ちの半荘戦で、一部ルールを日本プロ麻雀連盟の当時の競技ルールAに似た以下のルールに変更している。豪華絢爛以降は毎月5・15・25日のみ開催。
- 一発なし。
- 赤ドラ、裏ドラ、槓ドラ、槓ウラなし。
- 流し満貫なし。
- 四家立直は流局（親の連荘）。
- 四風子連打、四開槓は流局（親の連荘）。
- 順位点は場に12,000点で、原点（30,000点）以上のプレーヤーの人数（下表の「人数」）により、下表のとおり変化する。

| 人数 | 順位点    | 順位点   | 順位点   | 順位点    |
| 人数 | 1位       | 2位      | 3位      | 4位       |
| ---- | --------- | -------- | -------- | --------- |
| 0人  | +8,000点  | +4,000点 | -4,000点 | -8,000点  |
| 1人  | +12,000点 | -1,000点 | -3,000点 | -8,000点  |
| 2人  | +8,000点  | +4,000点 | -4,000点 | -8,000点  |
| 3人  | +8,000点  | +3,000点 | +1,000点 | -12,000点 |
| 4人  | +8,000点  | +4,000点 | -4,000点 | -8,000点  |

- リーグ制ではないが、成績によって「雀指数」と呼ばれるレートが変動する。
- 点数の動きが少ないため、子の3,900点（親の5,800点）以上満貫未満の和了で固有のエフェクト（小さな電撃）がある。このエフェクトが発生する点数ではZERO FINISH発動対象外である。
  - ロケテスト当初黒い麻雀牌であったが、すぐ通常の牌に変更された（条件を満たすとビジュアルアレンジとは別に黒い牌と通常の牌を切り替えることができる）。

#### 麻雀トライアスロン（我龍転生-彩の華）
- 我龍転生で追加されたモード。トライアスロンを模した東風、半荘、三麻それぞれの成績を競い合う。
- 第1種目＝東風、第2種目＝半荘、最終種目＝三麻で、それぞれの対局スコアの合計を1セット分のスコアとして計算する。
  - 対局スコア=順位P+獲得点棒P
  - 獲得点棒Pは東風・半荘・三麻共通で、原点より+100点毎に+0.01P
  - 順位Pは下表のとおり

| 種目 | 1位   | 2位   | 3位   | 4位   |
| ---- | ----- | ----- | ----- | ----- |
| 東風 | +1.0P | +0.5P | -0.5P | -1.0P |
| 半荘 | +2.0P | +1.0P | -1.0P | -2.0P |
| 三麻 | +2.0P | 0.0P  | -2.0P |       |

- 規定対局数は3セットで、その最大合計スコアを競う（我龍転生では「連続3セットの合計スコア＋各期毎の1セットの自己ベストスコア」の最大値であったが、ultimate version以降は自己ベストスコアが採用されなくなった）。
- リーグ制ではなく毎月前期（1-14日）、後期（15日-月末）に分けてすべてのプレーヤー間で成績を競い合い、各期500位-11位のプレーヤーには銅雀豪、10位-2位のプレーヤーには銀雀豪、1位のプレーヤーには金雀豪の称号が与えられる。
- 1セットのスコアが規定ボーダーを上回れば金・銀・銅のメダルが授与され、メダルを一定数（金＝1個、銀＝3個、銅＝5個）貯めるとオーブが1個手に入る。
- コンティニューに必要なクレジット・ライフ・点棒などの設定は、東風、半荘、三麻別々に設定されている。
- 2016年2月15日（2月前期）5:00終了。終了時点で所持していた銀・銅メダルはZERO稼働開始後の初プレー時に勝星に変換された（銀メダル1個=勝星4個、銅メダル1個=勝星2個）。

#### 麒麟コロシアム（豪華絢爛）
- 麒麟オーブの獲得を目指すモード。ハイグレードモデル限定。東風戦と三人打ちではそれぞれの2ゲーム買い取り分に相当する入場料が必要となり、半荘戦では入場後さらに2ゲーム買い取り分に相当する追加料金が必要となる。
  - 2月と8月に麒麟オーブの最終獲得数ランキングが集計され、東風・半荘・三麻各モードの上位には「麻雀格闘倶楽部 特選雀士」の称号とハイグレードモデル限定特殊演出（次回集計終了まで）が与えられ、さらに各モードの1位（辞退した場合最大3位まで繰り下がり）には日本プロ麻雀連盟のプロ雀士試験の一部（一次試験及び二次試験の実技）が免除される（受験資格は18歳以上40歳以下の男女で、高校生不可）。

##### 2017年後期
第1回として、2017年後期に開催。
- 約10日（毎月1日-10日、11日-20日、21日-月末）のサイクルで前哨戦（前半→後半）→最終戦を繰り返す（2017年9月21日に三麻の前哨戦（前半）開始。以下10月1日に東風、10月11日に半荘の前哨戦（前半）開始）。前哨戦で麒麟パワーを貯め、最終戦で麒麟パワーを保持していれば麒麟オーブ獲得戦に挑戦できる。
  - 前哨戦はランキング戦と上位グループ戦があり、前哨戦（前半）の上位が前哨戦（後半）で上位グループ戦に参加できる（それ以外のプレーヤーはランキング戦に参加）。
    - ランキング戦では全参加者の中のランキング割合に応じて麒麟パワーを獲得。
    - 上位グループ戦は4人のグループがマッチングされ、グループ内の順位で麒麟パワーを獲得。
    - さらに獲得スコアに応じて麒麟パワーを追加で獲得できる。

  - 最終戦で1位を取ると麒麟オーブ1個獲得。最下位を取ると麒麟パワー1損失。半荘戦では2位以上で麒麟オーブ獲得（1位：+2個、2位：+1個）、3位以下で麒麟パワー損失（3位：-1個、4位：-2個）。敗北しても失うのは麒麟パワーのみで、麒麟オーブは失わない。
    - 麒麟オーブ×2獲得戦（麒麟オーブ獲得数及び麒麟パワー損失数が2倍）以外の特殊なオーブ移動（オーブ総取り戦・オーブ×2戦・真黄龍闘技場など）の影響は受けない。
- 麒麟オーブを10個獲得すると麒麟召喚。さらに30個で麒麟ランクAA、50個で麒麟ランクAAAになる。特選雀士の付与は東風・半荘・三麻各モード上位100名。

##### 2018年前期
第2回よりルールを大幅に変更して、2018年4月2日より開始。第5回（2019年後期）終了後に一時休止（再開時期未定）。
- 麒麟召喚戦の条件をクリアすると進出できる麒麟オーブ獲得戦での麒麟オーブ獲得数でランキングを競う。
  - 麒麟召喚戦の条件である段位（真龍）・所属リーグ（NEXT以上）・雷力（満貫以上の和了回数）・四神属性・雀力（規定以上のスコアを超えたセットが規定回数以上）・勝率（1位回数が規定回数以上）の6つをすべてクリアすると麒麟オーブ獲得戦に進む。
  - 麒麟オーブ獲得戦では、1セットの対局結果に応じて麒麟オーブが変動する。麒麟オーブを失った場合、同数の麒麟パワーを失う。麒麟パワーが0になると麒麟召喚戦に戻る。麒麟パワーは10戦ごとに5回復する。麒麟の鱗を持っていた場合、麒麟パワーは失うが麒麟オーブは守られる（麒麟の鱗1つにつき麒麟オーブ1個）。
  - 特選雀士の付与は東風・半荘・三麻各モード上位10%。さらに毎月のランキング上位10%に麒麟ランカー、上位1%に麒麟マスターの称号が与えられる。

### 段位システム
- カードを使用しているプレーヤーにはそれぞれ段位が設定されている。
- 段位（初段）からは参加できるモードが増える（二段以上の段位が要求されるモードもある）。

オーブ
- 段位・黄龍・真龍は対局の結果に応じてそれぞれに対応するオーブの数が変動する。
- オーブの基本的な移動量は下記のとおり。ただしオーブ2倍戦やオーブ総取り戦ではこの限りではない。
  - 東風戦・三麻戦は最下位→1位に1個移動する。
  - 半荘戦は3位→1位、4位→2位、4位→1位に1個ずつ移動する。
    - MFC6までは4位→1位に2個、3位→2位に1個移動する仕様だった[注 9]）。

#### 級位
- 級位者は「会員十級」といった形で表示される。初回プレー時は十級から始まり、初段に上がるまでは獲得点棒や損失点棒等により算出される経験値により昇格・降格が発生する。

#### 段位
級位で経験値が1600を超えて対局を終えた場合初段になりファイトオーブが3個与えられ、これまでの対局の内容で後述の4つの属性（四神）のいずれかになる。初段になるまでに役満をアガると必ず青龍となる。
- 初段のファイトオーブを全て失った場合（マスターからは降格しない）やファイトオーブ0個の状態で黄龍から降格した場合（黄龍オーブを全部失った場合）などは1級（経験値1450）に戻され、再び級位者と戦うことになる。
  - 級位→初段への昇格の度に成績に応じた属性に変わるため、プレーの内容によっては前と違った属性になる場合もある。
  - 彩の華以降は、VIPポイントを支払うことで四神指数の最も高い属性に変更させることができた（現在の属性と最大値の属性が同じ場合は変更できない）。
- MFC5以降、段位時のオンライン対戦中に誰かを「ぶっとび」にしてファイトオーブを獲得すると「ソウルオーブ」を手に入れる。段位者はこのソウルオーブを保持した状態で昇段すると「勝ち星」を獲得し、マスターはソウルオーブ獲得と同時に即座に勝ち星獲得となる。獲得する勝ち星は飛ばされたプレーヤーの位が級位・四神であれば星1つ、黄龍・プロ本人であれば星2つ。

#### 黄龍
四神マスターになった状態で3連勝すると黄龍召喚となり、以降黄龍としてゲームをプレーする。黄龍になったプレーヤーには黄龍オーブが5個与えられ、黄龍同士ではファイトオーブではなく黄龍オーブが移動する（段位・級位・オフラインモードの対戦ではファイトオーブが移動する）。黄龍オーブを1つでも持つ限り、ファイトオーブがなくなっても黄龍から降格することはない。
MFC4以降、黄龍オーブ数に応じて黄龍レベルが設定された。レベルは最高999（MFC7までは最高99）であり、真龍召喚の条件に影響し、レベルによって設定された格付けによってグラフィックも変化し、特に黄龍覚醒実装後は覚醒の発動するレベルごとに変化する。
| 格付け                            | 格付け                            | 格付け                            | A                    | AA         | AAA         | S         |
| --------------------------------- | --------------------------------- | --------------------------------- | -------------------- | ---------- | ----------- | --------- |
| 黄龍オーブ数                      | 黄龍オーブ数                      | 黄龍オーブ数                      | 1個-49個             | 50個-149個 | 150個-749個 | 750個-    |
| 黄龍レベル                        | 黄龍レベル                        | 黄龍レベル                        | 1-9                  | 10-19      | 20-49       | 50-       |
| レベルアップに必要な 黄龍オーブ数 | レベルアップに必要な 黄龍オーブ数 | レベルアップに必要な 黄龍オーブ数 | 5個 （Lv.1→2は10個） | 10個       | 20個        | 20個      |
| 黄龍覚醒のタイミング              | 黄龍覚醒のタイミング              | 黄龍覚醒のタイミング              | 各レベル毎           | 2レベル毎  | 10レベル毎  | Lv.50のみ |
| 黄龍覚醒のカウント数              | 黄龍覚醒のカウント数              | 黄龍覚醒のカウント数              | 2回                  | 3回        | 5回         | 5回       |

黄龍オーブがなくなった場合、その時点で所有するファイトオーブに応じ四神マスターや段位、級位に降格する。
四神オーブチャージ (5-)
段位のプレーヤーから獲得したファイトオーブを属性ごとに5個集めると黄龍オーブ1個を獲得する。
黄龍覚醒 (頂の陣-)
黄龍Lv.50までの特定の黄龍レベルに昇格ごと、または後述する真龍召喚時・真龍転生時に「覚醒」が発生する。覚醒中に対局で1位獲得で覚醒カウントを1つ消費してボーナス黄龍オーブを獲得。最下位だ覚醒カウントを1つ失う。覚醒するレベルやカウントは格付けによって異なる。

##### 称号
黄龍になると、累計黄龍オーブ数によってランキングが集計され、上位には下表の称号が与えられる。
| 全国順位  | MFC1.5,2     | MFC3,4 | MFC5-我龍転生 | ultimate version- |
| --------- | ------------ | ------ | ------------- | ----------------- |
| 1位       | 黄龍王       | 黄龍神 | 黄龍神        | 黄龍神            |
| 2-10位    | 黄龍マスター | 大黄龍 | 大黄龍将      | 大黄龍将          |
| 11-100位  | 黄龍ランカー | 大黄龍 | 大黄龍        | 大黄龍            |
| 101-200位 | 黄龍         | 黄龍   | 大黄龍        | 大黄龍            |
| 201-500位 | 黄龍         | 黄龍   | 黄龍          | 大黄龍            |

また、MFC3以降は期間（春:3月-5月、夏:6月-8月、秋:9月-11月、冬:12月-2月）ごとの黄龍オーブ獲得数が多いプレーヤーに下表の称号が与えられるようになった。
|            | 総合         | 総合          | 総合              | モード別       | モード別          |
| 全国順位   | MFC3,4       | MFC5-我龍転生 | ultimate version- | MFC5-我龍転生  | ultimate version- |
| ---------- | ------------ | ------------- | ----------------- | -------------- | ----------------- |
| 1位        | 黄龍王       | 黄龍帝        | 黄龍帝            | ○○黄龍王       | ○○黄龍王          |
| 2-5位      | 黄龍マスター | 黄龍四天王    | 黄龍四天王        | ○○黄龍四天王   | ○○黄龍四天王      |
| 6-10位     | 黄龍マスター | 黄龍マスター  | 黄龍マスター      | ○○黄龍マスター | ○○黄龍マスター    |
| 11-20位    | 黄龍ランカー | 黄龍マスター  | 黄龍マスター      | ○○黄龍マスター | ○○黄龍マスター    |
| 21-100位   | 黄龍ランカー | 黄龍ランカー  | 黄龍マスター      | ○○黄龍ランカー | ○○黄龍マスター    |
| 101-300位  | 黄龍ランカー | 黄龍ランカー  | 黄龍ランカー      | ○○黄龍ランカー | ○○黄龍ランカー    |
| 301-500位  | 黄龍         | 黄龍ランカー  | 黄龍ランカー      | 黄龍           | ○○黄龍ランカー    |
| 501-1000位 | 黄龍         | 黄龍          | 黄龍ランカー      | 黄龍           | 黄龍              |

MFC3以降、当期においてこれらの称号を所持しているプレーヤーには勝星が設定されている。オンライン対局にて当該プレーヤーが最下位となった対局では、その称号に応じた数の勝星を1位になったプレーヤーに（授与される。
さらに、2014年6月から「対局獲得黄龍オーブ数ランキング」が導入された。1か月単位での対局による黄龍オーブの変動のみを集計し、全国100位以内および所属店舗内の3位以内に順位付きの称号が与えられる。

#### 真龍
- 我龍転生で新段位「真龍」が追加された。
- 黄龍レベル20を経験すると、「自身が黄龍」かつ「『全員黄龍同士』または『真龍が1人以上いる』オンライン対局」で「召喚の欠片獲得戦」が発生するようになり、1位になれば「召喚の欠片」を1つ獲得、最下位で1つ損失する（マイナスにはならない）。このイベントが発生した場合、オーブの授受相手が段位や級位であっても欠片の増減が発生する。
  - 対局開始前にPASELIを支払うことで欠片の増減を倍にすることができる「召喚の欠片x2チャレンジ」に挑戦可能。
- 召喚の欠片を4つ集めると「真龍」になる。真龍召喚時、その時点の四神グラフが最も高い指標に応じて蛟龍・飛龍・応龍・先龍のいずれかの属性の真龍になる（GII大会などの発生条件となる属性は黄龍以前の属性に準拠）。
  - プロ雀士本人も真龍扱いで、同卓した時は召喚の欠片獲得戦の発動条件を満たし、真龍オーブ争奪戦の対象となる。
- 真龍初昇格時および0個からの再昇格時には真龍オーブが3個与えられる。
- 真龍同士での対戦では黄龍オーブと同時に真龍オーブの移動が行われる。
- 真龍オーブはオーブ×2戦やオーブ総取り戦、黄龍闘技場などの特殊なオーブ移動の影響は一切受けず、必ず規定の数[注 11]だけ移動する。
- 真龍は累計真龍オーブ数と累計転生回数のランキングを集計し、上位には称号が与えられる（真龍神以外は2014年6月より）。真龍の称号は該当者が真龍でいる間だけ有効で、ランクインしていても黄龍に転落している場合は黄龍もしくは黄龍ランキングの称号のみ表示される。また、これによりランキングが繰り上がることはない。

|           | 累計真龍オーブ数 | 累計真龍オーブ数 | 累計転生回数 | 累計転生回数 |
| 全国順位  | 創設当初         | 2014年6月-       | 創設当初     | 2014年6月-   |
| --------- | ---------------- | ---------------- | ------------ | ------------ |
| 1位       | 真龍神           | 真龍神           | 真龍         | 転生仙神     |
| 2-10位    | 真龍             | 大真龍将         | 真龍         | 転生十仙     |
| 11-100位  | 真龍             | 大真龍           | 真龍         | 転生百仙     |
| 101-300位 | 真龍             | 大真龍           | 真龍         | 真龍         |

- すべての真龍は「規定対局18戦の試練」において、真龍ライフを維持しながら1位獲得を目指す。
  - 真龍ライフは20からスタートし、最下位になると四人打ちで4、三人打ちで3減少する（2015年8月のアップデート前まではライフ5からスタート、モードにかかわらず最下位で1減少した）。
- 真龍ライフが0になるか、真龍オーブ数が0個になると真龍が解除される。
  - 黄龍オーブが0個になって四神マスター以下に降格しても、真龍オーブ及び真龍ライフがともに0にならなければ真龍を維持することができる[注 12]。
  - 真龍ライフが0になって真龍が解除された場合、真龍オーブの数は保持される。
- 真龍を維持したまま「18戦の試練」を終えると「真龍CLIMAX」に突入する（ただし、規定対局以内に1度も1位を取れなかった場合は真龍が解除される）。
  - 「18戦の試練」で獲得した1位の回数が「真龍CLIMAX」に挑戦できる対局数となる。この間に1位を取れば転生することができる。逆に最下位を取るか、1位を取れずに規定対局数を消化し終えると転生失敗となり「18戦の試練」11戦目、真龍ライフ12（旧ライフ3）、1位回数0回の状態から再スタートとなる。
- 転生すると転生回数が1増え、その時点の四神グラフに応じて転生後の真龍の属性が決定される。
- 2010年1月26日のアップデートより、真龍の転生における新たな強さの指標として「真龍Grade」が創設された。
  - 真龍Gradeは、連続で転生することにより与えられる真龍の称号で、最高連続転生回数が増える度にそのGradeが上がる。実装当初の最高Gradeは10で、豪華絢爛で30まで解放された。
  - 真龍Gradeを持つ真龍プレーヤーの特典として、対局終了時の点棒収支により増減するクラブスコアに一定割合の倍率（Grade1-10：3-30%。Grade11-30：31-50%）が付加される。

#### 属性
プレー傾向と対応する属性は以下の通り。
| 方角     | 四神 | 色 | 真龍 | 指数                            | 型 |
| -------- | ---- | -- | ---- | ------------------------------- | -- |
| 東（右） | 青龍 | 青 | 蛟龍 | ドラ使用率 一発率＋裏ドラ使用率 | 運 |
| 南（下） | 朱雀 | 赤 | 飛龍 | 和了率 平均和了率               | 速 |
| 西（左） | 白虎 | 白 | 応龍 | 平均和了翻数 立直率             | 攻 |
| 北（上） | 玄武 | 緑 | 先龍 | 振り込み率 平均放銃点           | 防 |

一定数（50対局。四人打ち半荘戦は1半荘＝2対局とカウント）ゲームをプレーすると、プレー傾向に応じたランキングに基づく「四神指数」「八卦指数」が表示される。
- 四神指数（-疾風）

前述の4つのデータ（運・速・攻・防の各指数上部）を四人打ち・三人打ち・競技ルールでそれぞれランキング化し、全国1位を250ポイント、最下位を0ポイントとして計算する。それらの合計値を四神指数として表示する。
- 八卦指数（Extreme）

更に4つのデータ（運・速・攻・防の各指数下部）を加え、8つのデータを四人打ち・三人打ち（競技ルールは対象外）でそれぞれランク化し、八卦指数（50戦）の順位によってランクが変化する。ランクは評価基準に基づいてSSS、SS、S、A、B、C、Dの7段階。また八卦指数（50戦）において、いずれかの指数のスコアが175以上且つ八卦指数が1000以上の場合、その最も好調な指数が属する傾向（運・速・攻・防）のアイコンが卓上に表示される。

#### 勝星
オーブの補助単位に相当する。プロCPU・称号持ちの黄龍に勝利する、ドラゴンメーターが20万DPに達する、リーグ昇格する、GIII、GII大会に勝利することなどで獲得し、段位・マスターの場合は勝星5個でファイトオーブに、黄龍は勝星10個で黄龍オーブ（MFC3までは黄龍オーブも勝星5個）に変換される。
- 黄龍が勝星を5個以上所有した状態で段位・マスターに降格した場合は、所有勝星が4個に減ぜられる。

#### 地域貢献システム
- 初プレー時に所属地域を決め、地域貢献ポイントによってこの所属地域内でランク付けを行う。
- 地域貢献ポイントの変動は、東風戦の場合1位+2P,2位+1P,3位-1P,4位-2P（薄氷卓以外の半荘戦、競技ルール卓では2倍）、三人打ちモードの場合1位+2P,2位±0P,3位-2P。
- 地域貢献ポイントはクラブシステム上の所属店舗が異なっていても実際にプレーした店舗が所属地域外であっても集計の対象になる。
- 各地域の100位以上は「○○位」といった表示がされ、各地域1位には「総大将」の称号が与えられる。
- 所属地域は日本国内であれば47都道府県を自由に設定できる（米国・中国はプロ雀士専用、香港は香港など、日本を除いたアジア地域プレーヤー専用）。
- ultimate versionまでの引き継ぎではシリーズごとに一度だけ所属地域を変更できた。頂の陣以降ではFIGHT CLUB VIPで規定vipを消費することにより変更できる。
- 成績閲覧画面の「地域」上マップは半荘戦でも東風戦と同じ値が増減される仕様となっており、別集計。勝ち越している地域は青、負け越している地域は赤、5分の地域は黄、未対戦の地域は無色でそれぞれ色分けされる。

#### 雀指数
競技ルール卓において使用されている。
- 雀指数は競技ルール卓を一度プレーすれば表示される（未プレーのプレーヤーは表示されない）。
- 雀指数の初期値は黄龍レベルや段位に応じて決められる。
- 対局開始時、自分より雀指数が200以上高いプレーヤーは「強敵」、200以上低いプレーヤーは「格下」と表示される。
- 雀指数は自分より高い相手に勝てば大幅プラス、自分より低い相手に負けると大幅ダウンする。

### 対局イベント
開局直前にオーブやクラブスコアの移動に影響が出る対局イベントが発生する場合がある。
| イベント名       | 内容 |
| ---------------- | --- |
| オーブ×2戦       | オーブ移動が2倍になる（真龍オーブは2倍移動の対象外）。 |
| オーブ総取り戦   | 1位が2位以下からオーブを1個（半荘戦なら2個）ずつ獲得する（真龍オーブは総取りの対象外）。 競技ルール卓およびそれに準じたルールのモードでは発生しない （GII大会「幸福賞」はオーブ×2戦のみで、「WINNERS賞」もオーブ×2戦に変更される）。 |
| 地域貢献P×2戦    | 地域貢献ポイントの変動が2倍になる。 |
| クラブスコア×2戦 | クラブスコアの変動が2倍になる。三麻サバイバルリーグファイナルステージでは必ず発生する。 |
| リーグスコア×2戦 | リーグスコアの変動が2倍になる。三麻サバイバルリーグファイナルステージ専用のイベント。 |
| 召喚の欠片獲得戦 | 1位で召喚の欠片を1個獲得、最下位で召喚の欠片を1個損失。 |
| 真龍オーブ争奪戦 | 真龍同士のオーブの授受で真龍オーブと黄龍オーブが同時に移動する。 |
| 黄龍オーブ争奪戦 | 黄龍同士のオーブの授受でファイトオーブの代わりに黄龍オーブが移動する。 |

### 大会
特定の条件を満たすと発生する大会と、特定期間中に開催される大会の2種類が存在する。対局開始時に大会のエフェクトが表示される。ultimate versionでは格闘倶楽部チャンネルの番組（モード）のひとつとして扱われた。

#### 条件を満たせば発生する大会
これらの大会はGIなどと重複して発生する場合もある。
- GIII

9:00,12:00,15:00,18:00,21:00,24:00,27:00から各30分以内に始まった最初の対局で発生する。GII発生条件が重なった場合はGIIが優先して開催され、その次の対局開始が前述の時刻から30分以内であれば改めてGIIIが発生する。
- GII

4人の属性が同じ、4人の属性がそれぞれ違う、全員が先月のクラブスコア店内上位10位である、ここまで4連勝しているなど特定の条件を満たすと発生する。種類によっては必ず対局イベント（オーブ×2戦、クラブスコア×2戦、地域貢献ポイント×2戦、オーブ総取り戦のいずれか1つまたは2つ）が発生する。
GII・GIIIで一位を獲得するとクラブスコアにボーナスが入り（オンラインモードプレー時のみ。MFC4以降）、勝星が1個もらえる（MFC5以降）。勝星はオフラインモードでももらえる。
プレミアムエリア GII・GIIIプレミアム特典（7.77-彩の華）
ニューキャビネット機能搭載モデル限定。1日の初回プレー時に来店スタンプが1日押され、特定日のスタンプが押された状態でGII・GIIIが発生し、1位を獲得すると追加特典（3日目・6日目：勝星1個、9日目：オーブ1個）を獲得する（2位以下の場合発動したチャンスが消滅し終了）。9日目のチャンスが終了した時点で1セット終了（9日目のチャンスが発動していない状態では新規のスタンプは押されない）。次の入店から次のセットの1日目のスタンプが押される。

#### 特定期間中に開催される大会
- 大会が始まった以降にプレーを行うと大会の案内の告知等がされた後にゲーム機上に用意された「参加ボタン」を押すことで大会に参加できる。
- 「大会会場」モードから参加する大会と通常の対局のうち指定されたモードの成績が自動的に集計される大会がある。
- 一部のSG,SSGは参加前に携帯電話サイト「コナミネットDX」会員への加入もしくはe-AMUSEMENT PASSメンバーズサイト利用権の購入が必要な場合がある。
- GI大会開催中も条件がそろえばGIII,GIIと重複する場合もある。

##### GI
プレーヤーが好みの店舗を指定し、その店舗内での順位を争う大会。
- MFC1,2で実施され、MFC3からMFC6では開催されなかったが、MFC7で復活し現在でも行われている大会。
- MFC杯・コナミ杯・春夏秋冬杯・ドラゴン杯・大宝珠杯・皇帝杯・店舗豪傑杯・風神杯・雷神杯の9つがある。
  - コナミ杯はMFC7以降開催されていない。
- 当初MFC1-2では、同一店舗であっても、「異なるセンターモニターに接続された筐体は別のグループ」であった。MFC7以降は、センターモニターに設定されている店舗が一致していれば、同一店舗扱いとなる。以下、この項では、MFC1-2において「店舗」は「センターモニター」もしくは「センターモニターに接続された筐体」と置き換えて読むものとする。
- 当初は同一店舗でのプレーでのみスコアが集計（「大会会場」への入場）、結果の確認および特典の授与を行うことができる仕様であった。そのため、閉店等により同一店舗でのプレーが不可能になった場合、特典の受取ができなかった。
2014年7月に行われた第5回ドラゴン杯大会で仕様が変更され、どの店舗のプレーであってもスコアの集計、結果確認および特典の受取ができるようになった。
- 大会が始まったら、期間中にプレーヤーは好きな店舗に出向いてプレーを行い、大会にエントリーする必要がある。エントリーできる店舗は1つのみで、エントリー完了後は他の店舗への変更は出来ない。
  - MFC1-2は決勝進出枠および入賞枠がどの店舗でも同一であったが、MFC7以降は、エントリーした店舗のクラブリーグの格付け（大会開始日を基準）により、決勝進出枠・入賞枠及び入賞特典が異なる。
  - 現在の大会ではエントリー後にエントリーした店舗が閉店、またはMFCの撤去を行ったとしても、その後に他店舗でプレーしてもスコアが反映される仕様になっている。
  - エントリーは所属店舗と異なっても構わない。
  - 大会に参加するかしないはプレーヤーの自由。未エントリー者は、対局終了後に「大会に参加しませんか？」という画面が表示される場合がある。
- MFC1-2の「レバー版筐体」でエントリーした場合は、スタンダードプラネット（以下「旧筐体」）と異なる以下の特徴があった。
  - 旧筐体側と同時に大会へエントリーすることは出来なかった。
  - レバー版筐体であればどの店舗でも「大会会場」への入場、結果確認および特典の受取を行うことができた。
  - レバー版でエントリーした全てのプレーヤーで順位を争っていた。成績上位100人のプレーヤー全員に「優勝」の称号が、以下100人刻みで「2位」-「8位」までの称号が与えられ、称号に応じた特典が授与された。

##### SG
一定期間内で全国のプレーヤーとポイントを争う。優勝すると天帝の称号が与えられる「麻雀格闘倶楽部 全国大会」や、上位入賞者はプロと実戦形式で対局できるチャンスがある「雲蒸龍変」（過去には「MONDO21杯」として開催）などがある。

##### SSG
日本プロ麻雀連盟公認大会として行われる大会。SG同様、一定期間内で全国のプレーヤーとポイントを争う（麻雀格闘倶楽部 麻雀マスターズなど）。

##### 特別大会
「近代麻雀杯」や「Regain杯（第16回特別大会）」など他の企業や日本プロ麻雀連盟とタイアップ、コラボレーションして行われる大会。コナミネットDX会員向けのプレゼントもあった。
大会中は特別な演出が発生したり、ビジュアルアレンジで期間限定パーツが配信される場合がある。
集計に関しても対局数ではなく「一定のプレー時間」をランキングにして競う大会もある。

### クラブシステム（3-）とクラブリーグ（6-）
MFC3から導入されたクラブシステムは個人スコアと店舗スコアに分けられる。

#### クラブスコア
クラブシステムでは、対局で獲得した点数応じて獲得するクラブスコアを使って争われる。
- クラブスコアは対局終了時の点数に応じて計算される（原点未満の場合はマイナス）。計算式は以下の通り。100点未満は切り捨て。
  - 級位（段位から降格）・段位・黄龍：（持点-配給原点）×倍率
  - 真龍：（持点-配給原点）×倍率×（1+（真龍Gradeボーナス））（転生0回の真龍はボーナスなし）
  - 倍率は東風戦1倍、半荘戦2倍（MFC4-7の段位別半荘戦およびMFC7.77以降の薄氷卓は1倍）、三人打ち3/4倍。クラブスコア2倍卓およびクラブスコア×2戦発生時はさらに2倍。
- MFC4以降、一発和了、逆転1位、ぶっとばしなどでボーナスCSがもらえるようになった。また、ニューキャビネット限定イベント卓でも和了時にボーナスがつく場合がある。
- 大会入賞時にもクラブスコアが付与される。

#### クラブシステム
クラブシステムの登録方法
- 初段以上のプレーヤーは登録したい店舗でプレーを行い、モード選択画面の店舗登録ボタンを押すとその店舗に所属する事が出来る。

新作稼働時の所属店舗の扱いについて
- MFC3から我龍転生までは、新作をプレーする度に未所属となり、店舗登録を改めて行う仕様[注 22]であった。新作をプレーしたカードは、旧作をプレーすることができなかった。
- ultimate versionから豪華絢爛の間は、新作稼働時に所属店舗等のデータが自動で引き継がれた[注 23]。
- GRAND MASTER以降は仕様が変更され、新作稼働時に所属店舗がリセットされて未所属扱いとなり、同時に前作最終稼働日時点で獲得していた店舗代表の称号は勝星が補填される。ここで店舗所属に改めて登録することでクラブスコアが継承される（個人資料の「クラブスコア」ページ/「１ヵ月集計」欄の「獲得CS」に「ボーナスCS」を加算した状態で継承され、「ボーナスCS」及びその「内訳」は0CSとなる）。
  - 豪華絢爛の2018年12月分のクラブスコアは、同月末までにGRAND MASTERで新しい所属店舗側に登録を行った場合に引き継ぐことができた（クラブスコアがマイナス値の場合は引き継がれず0CSに戻る）。

##### ドラゴンポイント（4-）
- 店舗を登録したプレーヤーのみ参加できる。店舗登録を行った店舗にてその他の所属するプレーヤーと競争する。オーブの補助単位である勝星のさらに補助単位に相当する。
  - 単位はDP（MFC5まではCS。以下、置き換えて読むものとする）。
- 一日（7時から29時までを一日として取り扱う。以下同じ）のクラブスコア（CS）がプラス値でその日を終えた場合、翌日以降のプレー時にそのプラス分の値と同じ分ドラゴンポイント（以下DP）としてドラゴンメーターに加算される。後述の「格付け店舗代表」となっていれば、その付加ボーナスも加算される。
- ドラゴンメーターが20万DPに到達すると勝星1個に変換される。
- 一日クラブスコアは所属店舗毎に毎日ランキングされ、獲得CSが+100以上かつ店内上位3位以内に入れば、さらにボーナス（1位10万DP、2位5万DP、3位2万DP）も加算される（0CS以下の場合はボーナス獲得の対象外）。
- クラブスコアがマイナスだった場合でもDPが減らされることはない。
- DPは、「ドラゴンJACKPOT」「SUPERドラゴンJACKPOT」獲得、昇龍盤に雷を落とす、「プロ雀士に挑戦!十番勝負」に挑戦成功する等で獲得することもできる。

#### クラブシステム（店舗）
- 店舗に所属するプレーヤーの中から毎月上位10人（10人以下の場合は全員）のプレーヤーのクラブスコアを合計した数値（マイナス値を含む）がその店の店舗クラブスコアとなる。
- 店舗クラブスコアを所属する各都道府県と香港で集計し地域で1位になった店舗に「本部」の称号が、本部の中でも一番高いスコアになった店舗には「総本部」の称号が翌月の一ヶ月間与えられる（後述のクラブリーグでの優遇措置はない）。
- 本部や総本部のクラブスコア上位10名には登場時に支部1位などとは異なる特殊なエフェクトが発生する（★の上位ほど専用のエフェクトもある為、登場の際にエフェクトが複数回発生する事もある）。
- 「本部」以外の店舗（各地域2位以下の店舗）は全店舗「支部」と呼ばれる。支部では上位10名にも肩書きが付与されるが、登場エフェクトは各店舗上位3名のみ発生する。

##### クラブリーグ
- MFC6よりクラブリーグシステムが導入された。
- クラブリーグは、地域の垣根を無くし、全国の店舗でクラブスコアを争う。たとえ常に支部である店舗でも、強豪店である指標となる。
- 店舗には「格付けなし、1★、2★、3★、4★、5★」と6段階のクラス分けがあり、ライブモニターやゲーム中の店舗名表示部分に記載されている。1★から5★までの各格付けの店舗数は下表のとおりで、その他は全て格付けなし店舗となる。
  - MFC6稼動開始時は全店舗格付けなしからのスタートであり、香港・澳門（マカオ）の全店舗も2007年7月末の稼動開始時は格付けなしのスタートだった。
- 入れ替え日時は毎月1日7:00。
- 昇格ボーダー以上で1ランクアップし、降格ボーダー未満で1ランクダウンする。飛び級はない。
  - まず上位リーグの最下位と、直下のリーグの1位のクラブスコアを比較し、後者のスコアが前者を上回っていれば入れ替えとなる。次に上位リーグの下から2番目と直下リーグの2位を比較し、後者が前者を上回っていれば入れ替え…これが繰り返される。従って、「上位リーグの降格ボーダー」と「直下リーグの昇格ボーダー」は等しくなる。
- 2007年9月に最初の5★店舗10店が誕生した。
- 設置店のランキング閲覧で、その店舗の格付けのクラブリーグランキングを見ることができる（格付けなし店舗は上位600店）。PC閲覧サービスの有料コースでは全格付けのランキングが見られる。
- 格付けを得た店舗に所属する上位10名（店内称号獲得者）には、下表のDPボーナスが与えられるようになっている。3★以上の店舗の場合はプレーヤーパネルに特記事項も追加され、さらに4★以上であれば登場エフェクトも追加される。
- 格付けはMFC7以降のGI大会（GI形式の大会も含む）の予選通過者数・入賞者数およびに入賞特典にも反映され、格付けが高い店舗ほど特典が良くなっている。
- 2007年11月上旬に行われたアップデートにて、毎月初めてのプレー時に表示される成績閲覧時の店舗クラブスコア表示項目が増えた。

| 格付け   | 5★  | 4★  | 3★  | 2★  | 1★  |
| -------- | --- | --- | --- | --- | --- |
| 店舗数   | 10  | 50  | 150 | 300 | 600 |
| DP増加量 | 15% | 12% | 9%  | 6%  | 3%  |

### JACKPOTシステム（6-）
MFC6より、大量のDPを獲得し、勝星・オーブを得るためのジャックポットシステムが搭載された。
- 他店舗所属のプレーヤーも参加できるが、無所属のプレーヤーは参加できない。
- DJP・SDJPを獲得するためにはDJチャンスオーブを規定数集める必要がある。
  - DJチャンスオーブは発動後のプレーから獲得できる。発動開始時の対局で1位をとっても獲得できず、次の対局から条件を満たせば獲得できる（ゲーム画面においても次の対局からDJPチャンス開始という趣旨の表示が出る）。
  - プレーヤーが途中でコンティニューをしなかった場合や店舗の閉店時間（サーバーメンテナンス時間）を迎え稼動が終了した場合、DJPおよびSDJPが終了した場合はそれまでのDJチャンスオーブが無効となり、次回に持ち越すことはできない。
  - オンライン対戦ならどのモードでもDJチャンスオーブが獲得できるが、CPU戦や店内対戦などのオフラインモードでは一切獲得できない。
  - DJチャンスオーブは対局のやり取りによるファイトオーブ・黄龍オーブと同数移動する（真龍オーブ・祝儀オーブはカウントされない）。そのため、獲得中にファイトオーブ・黄龍オーブを失うとDJチャンスオーブも同数失う。イベント卓や対局イベントの影響を受けるので、1局だけで規定数集まる場合もある。
- 獲得DPは対局終了後（昇龍JACKPOTにおいて対局終了時からコンティニュー画面までに雷を落とし、コンティニューしなかった場合は本日の成績画面表示前）にドラゴンメーターに加算される。疾風以降は即時に反映されるようになった。

ドラゴンJACKPOT（6-）
- MFC6より導入。店内（実際にプレーヤーがプレーしている店舗または仮想店舗。以下この項について同じ）のプレーヤーが和がった時の点数に応じて計算されたポイントが店内累積DPとして加算され、100万DPを超えた瞬間よりドラゴンJACKPOT（以下DJP）チャンスが発動する。発動後も誰かがDJPを獲得するまでポイントは増える（上限は9,999,990DP）。
- 発動中に店内で最初に3個DJチャンスオーブを獲得したプレーヤーにその時点までに貯まった分のDPがドラゴンメーターに加算される。

全国総額100億DP SUPERドラゴンJACKPOT（7-）
- MFC7より全国のプレーヤーで争奪するSUPERドラゴンJACKPOT（以下SDJP）システムも導入される。
- 各店舗でDJPが発動されるとSDJPメーターに貯まる仕組みで全国で合計100億DP貯まった瞬間に発動する。
- SDJP獲得に必要なDJチャンスオーブは5個。成功したプレーヤーには1000万DPがドラゴンメーターに加算される。このとき獲得者と同じ店舗で同時間帯に店内で打っていたプレーヤー全員にもご祝儀として50万DPとそれまで獲得しているDJチャンスオーブ1個につき25万DPとして清算される。
- 獲得した本人及びご祝儀を獲得したプレーヤー全員のDJオーブは清算・リセットされるが、2度目の獲得チャンスの場合は全員1個ずつ、3度目のチャンス（ファイナルチャンス）は全員2個ずつDJチャンスオーブを持った時点で始まる。

店内ワイワイ 昇龍JACKPOT（u.v.絆の章-彩の華・春）
- 2012年8月23日に実装。
- ニューキャビネット機能搭載モデルのみプレー可能。プレミアムエリアを使用する。参加費は無料。
- 96マスの昇龍盤の中に隠されている「昇龍」を見つけ出すのが目的。昇龍盤は店舗単位で共有されるため、DJP同様店内のプレーヤーと獲得を争うことになる。
- 昇龍を当てられなかった場合でもDPを獲得し、昇龍JACKPOTにもDPがチャージされる。
  - 昇龍盤の色（金・銀・銅）によってチャージされるDPの量が異なる（銅は1000・10000・100000DP、銀は2000・20000・200000DP、金は5000・50000・500000DP）。
- 昇龍を発見（昇龍JACKPOTを達成）した場合、表示されているDPを獲得し（初期値は100万DP）、新しい昇龍盤がセットされる。また店内DPにも加算される。
  - なお、昇龍盤の最初の1マス目で昇龍を発見した場合は200万DP（合計300万DP）、最後のマスで発見した場合は100万DPをそれぞれボーナスとして獲得する。

店内ワイワイ 昇龍JACKPOT2（彩の華・夏-）
- 2015年6月1日より実装。
- 下記の仕様変更が行われたものの、それ以外の部分は「店内ワイワイ 昇龍JACKPOT」と同じ。
- チャージメーターがブロック分けされていて10目盛り分で1回分の雷が落とせるように変更。
- 昇龍盤の中には昇龍・勝星・スペシャルサンダー・はずれがある。
- PASELIでプレーした場合は初回プレー時に「スペシャルサンダー」1回が取得できる。
  - スペシャルサンダーは通常の雷同様に使い忘れたり使い切れなかったりしてゲームを終了した場合は行使を棄権したと見なされ無効になる（再度ゲームを始めてもスペシャルサンダーと共に回数は0に戻っている）。
  - スペシャルサンダーを使い勝星を得た場合はさらにボーナスとしてさらに勝星1個追加される。
  - スペシャルサンダーを使って昇龍を見つけた場合は次回セットされる昇龍盤パネルがプロ雀士仕様の特別盤となる。特別盤では基本の勝星が2個となる（スペシャルサンダーで勝星を獲得した場合は計3個）。
- 勝星を獲得したときには1個につき20万DPがチャージされる。

店内ワイワイ 昇龍JACKPOT2 HG（GRAND MASTER-）
- 2019年8月6日より実装されたHGモデル限定コンテンツ。
- 上述の店内ワイワイ 昇龍JACKPOT2の仕様に加えて、新たに’’’大昇龍盤’’’が追加された。
  - 昇龍盤で「大昇龍チャンス」を引き当てると自動的に大昇龍盤に移行する。大昇龍盤の中には大昇龍（400万DP固定）・勝星10個・勝星5個・勝星1個がある。

### PASELI
- コナミの電子マネーサービス「PASELI」（パセリ）に対応（ビジュアルアレンジ販売は2009年12月3日に対応）している。
- 我龍転生稼働時の2009年12月11日-2010年1月24日に先行テストが行われ、2010年4月7日よりゲーム機での対応開始。
- 通貨単位は円で、プレー前に使用設定をしてチャージすることでPASELIのみの機能や特典を受けられる。
- 筐体でのチャージは不可能で、PASELIチャージ機が用意されていない店舗では携帯電話などを用意しないとチャージできない。

スマートコンティニュー
- PASELIプレミアムプレー選択時は自動的にこの料金システムとなる。
- 対局終了時の持ち点がNEXTに設定された点数に届かなかった場合、クレジットプレーではコンティニューに必要クレジットが5000点もしくは10000点刻みで設定されているが、PASELI使用時はNEXTから下限までの間の点数に応じて必要金額が細かく分けられている。
- 対局中の点数移動（リーチ棒供託時を除く）によりコンティニューに必要な金額が変動するとその点数での金額が表示される。

PASELIコンテンツ（ゲーム機） / PASELIプレミアムサービス
- 対局開始直前のコンテンツ選択画面でそれぞれ利用するか選択できる（本節ではPASELIによるプレーでなくても利用可能なものについても解説する）。
- コンテンツ利用料はPASELIによるプレー料金に含まれているため基本無料だが、追加購入が必要となる（必要金額は店舗の設定により異なる）コンテンツもある。

ファイトクラブエンジョイパック
- 2014年6月30日より正式実装。それ以前も不定期でキャンペーンとして実施された。
- PASELIプレミアムサービスのうち、オーブ獲得を賭けたミニゲーム1回（奇数月は「超連撃アドベンチャー -海賊船の秘宝-」偶数月は「激走!PASELI競馬」）と「プロ雀士に挑戦!十番勝負」2回分のセットをクレジットでプレーできる。1クレジットを100円として計算した場合、オーブ獲得ゲームが1回40円、十番勝負が1回30円は2回で60円となる。

協力!トレジャーハンティング （我龍転生-頂の陣）
- ニューキャビネット機能搭載モデル限定。2014年2月のバージョンよりPASELI使用時は無料になり、オンライン稼働中ならいつでも参加できるようになった。
- 2010年4月7日-2014年4月16日のバージョンアップ前まで選択可能だった。
- 全国のプレーヤーとグループを組み、宝箱を開けることを目的とする。制限時間は30分（120秒程度のプレーヤー待ち受け時間もカウント）。
- プレーヤーが5人集まるか待ち受け時間切れで開始。待ち受け中にプレーヤーが宝箱に攻撃する（和了する）か攻撃を受ける（放銃する）と待ち受けを打ち切りその時点の人数で開始される。

超連撃アドベンチャー -海賊船の秘宝- （頂の陣-彩の華・夏　ZERO-）
- 2014年4月17日より協力!トレジャーハンティングに代わって登場。海賊船を撃退し秘宝の入手を目指す。PASELIスタンダードプレーで選択する場合、入場料100円設定の場合は1回40円でプレー可。
  - 2016年5月11日午前7時00分より一部内容をリニューアルして復活。同時にPASELI競馬は11月のローテーション開始まで休止となる。
    - 2016年11月1日以降はローテーション方式となり、超連撃アドベンチャーがプレー出来る月はZEROでは偶数月（2月、4月、6月、8月、10月、12月）で固定されていた。豪華絢爛で8月と9月に超連撃アドベンチャーが開催され、10月にPASELI競馬が開催された関係によりローテーションが変更となり、奇数月（1月、3月、5月、7月、9月、11月）で固定されている。
- 基本ルールはトレジャーハンティングと同様だが、1翻和了（放銃）でも1ダメージが通る（受ける）、満貫でない4翻放銃でも2ダメージなどの若干の変更点あり。また、戦線離脱中は1回和了で翻数に応じたライフで即時復活できる。
- 参加者の欄に競技ルール、競技ルールを除く四麻、三麻のモード別に違う武器が表示され、この順に攻撃力が高い。
  - メンバーがダメージを受けずに海賊船に連続してダメージを与えると連撃ボーナスが追加される。
  - 制限時間は30分。撃退成功時の報酬はオーブ1個+最もダメージを与えたプレーヤーに勝星5個獲得。彩の華・夏までは秘宝として超連撃アドベンチャープレー中の特殊演出（和了・打牌・BGMなど）を入手することが出来た。ZEROからは撃退した海賊船の種類に応じて勝星最大3個獲得。時間切れ、もしくは全員戦線離脱は失敗となり「海賊にオーブを奪われた！」と表示されオーブ1個損失。
  - 海賊船の色によりレアリティが異なり、撃退成功時の秘宝の数に影響する。

激走!PASELI競馬　（彩の華・夏-）
- 2015年7月24日に超連撃アドベンチャーに代わって登場。同時に超連撃アドベンチャーは2016年5月11日のリニューアル復活まで休止となり、それまで入手していた超連撃アドベンチャーの演出も無効になった。従来の協力して敵を倒すゲームと違い、マッチングしたメンバー（最大10人）と競馬を模した2000mの競走を行う。PASELIスタンダードプレーで選択する場合、入場料100円設定の場合は1回40円でプレー可。
  - 2016年11月1日以降はローテーション方式となり、PASELI競馬がプレー出来る月はZEROでは奇数月（1月、3月、5月、7月、9月、11月）で固定されていた。豪華絢爛で8月と9月に超連撃アドベンチャーが開催され、10月にPASELI競馬が開催された関係によりローテーションが変更となり、偶数月（2月、4月、6月、8月、10月、12月）で固定されている。
  - マッチング対象は四人打ち・三人打ち同士で、四人打ちと三人打ちが混ざることはない。
- 対局の進行によって100m単位で馬が進む（自分が放銃していない他家和了や流局でも進む）。自分の和了の場合は翻数が大きいほど多く進む（競技ルール、競技ルールを除く四麻、三麻によって進む距離が異なる）。
- 流局および自分が放銃しない他家の和了、および500mごとの鞭のマスに止まった場合、鞭を入手する（最大9個）。競技ルール以外では満貫以上、競技ルールでは20符・25符も含む3翻以上の和了の際に「激走」として鞭を全部消費して1個につき100m進む距離が追加される。自分が放銃すると効果を発揮せずに鞭を失う。
- 参加人数に応じて規定人数が設定されており（10人フルゲートの場合3人）、規定順位以内でゴールできれば入賞でオーブ獲得（さらに1着には勝星2個）。規定人数がゴールした時点でレースは終了（入賞者はゴールした時点で終了）。終了時に下から規定人数のプレーヤー（10人フルゲートの場合8位以下）および途中終了した場合は敗北となりオーブ損失。入賞・敗北しなかったプレーヤーはオーブ変動なし。コース中の勝星はそのマスに一番早くたどり着いた（通過を含む）プレーヤーが獲得。
  - 1人の場合は30分以内にゴールすれば入賞、30分以内にゴールできなかった場合（途中終了含む）は敗北。

プロ雀士に挑戦!十番勝負
- プロ雀士の点棒収支に挑戦するモード。時間帯およびキャビネットの制限なし。
- 2014年2月よりPASELIプレミアムプレーの場合は無料で参加可能で、一度挑戦するとゲーム終了まで自動的にチャレンジが続く。PASELIスタンダードプレーの場合、入場料100円設定の場合は1回30円。
- チャレンジした対局で終了時に点棒が上回っていれば、挑戦成功でDPを獲得する。
- 失敗すると同一記録への再挑戦になるが、オーブ損失などのデメリットはない。なお、失敗した回数はリベンジ回数としてカウントされ、挑戦成功時にリベンジ回数×成功額の2%のDPを追加で獲得できる（上限50%）。
  - ファイトクラブエンジョイパックによる挑戦ではリベンジ回数は蓄積されない。また、1回残してゲーム終了すると残ったチャレンジは破棄される。
- 挑戦するプロ雀士及び点棒収支は、東風・半荘・三麻・競技ルール卓でそれぞれ別に設定されており、記録は日々更新される。

ダブルUPチャレンジ
- 2014年2月より追加。
- 対局でのオーブ変動が必ず2倍になるモード。真龍オーブは対象外。
- PASELIでプレミアムプレー時、前の対局でオーブを損失してコンティニューした場合（半荘戦の3位・総取り戦の2位以下・イベント卓特有のオーブ授受による損失も含む）は無料で挑戦できる。

KONAMI Arcade Sound Challenge Repeat
- 2011年12月27日から2012年4月1日までの期間限定。2012年8月3日から9月2日まで復活。
  - これ以降は不定期で開催されるサウンドフェスティバルでも再入手のチャンスがある。
- KONAMI Arcade Championship 2011（以下KAC2011）期間内のイベント「KONAMI Arcade Sound Challenge」（以下サウンドチャレンジ）の復活版。
- 対局終了時の点棒に応じてもらえるスコアを15Pまで貯めると、KAC2011の対象12タイトル（本作を含む）のBGMを対局BGMとして使用できる（サウンドチャレンジ（20P貯めた次の対局で1位になる）と異なり、15P達成した時点で1曲使用可能になる）。

店内ワイワイ 昇龍JACKPOT
ドラゴンソウル獲得チャレンジ
- いずれも参加費は無料。詳細は該当項目を参照。

FIGHT CLUB VIP
- 頂の陣で実装された機能「FIGHT CLUB VIP」に関する機能を選択できる。
- リーチ演出や強制GIII発動などを、VIPポイント（単位はvip）を支払うことで使用できる。
- 対局イベントに関するものは原則自分自身にしか発生しないが、GII大会「幸福賞」は例外的に対局者全員に発生する。

#### 1日大会
- 集計を1日ごとに行うイベント。共通事項は以下の通り。
  - ニューキャビネット機能搭載モデル限定。参加費はプロ雀士CUPを除き無料。
  - 四人打ちと三人打ちの各部門別で競い合う。
  - 成績の良かった上位3対局を集計（大会ルールA方式に準拠、マイナスおよび不足対局分は0ポイント扱い）。
  - 開催日の翌朝7:00以降のプレーで結果発表。上位70%(プロ雀士CUPは上位50%)で入賞し、DPなどの特典を獲得。

日本プロ麻雀連盟公認 日替りプロ雀士CUP
- 2013年3月18日から5月19日までの各日10:00〜23:59の開催（受付は22:00まで）。
  - 5月20日から6月30日まですべてのプロ雀士CUPに再挑戦できる「再チャレンジ特別期間」を開催。
- PASELIプレー時だけでなくクレジットプレー時も挑戦可能。一度支払うとゲーム終了まで継続する。
- 各種イベント卓、麻雀初心者専用卓、麻雀トライアスロン、競技ルール卓の各モードプレー時は参加できない。ただし、イベント卓のうち黄龍闘技場は例外的に参加可能。
- 期間中、日本プロ麻雀連盟のプロ雀士を冠した大会が毎日開催。
- 一度参加するとゲームを終了しても記録が保持されるが、ゲームを再開した場合記録を更新するには改めて参加費を払う必要あり。また、一度参加した部門は変更できない。
- 参加した時点でトロフィーを獲得し、さらに上位に入ると銀賞・金賞のトロフィーを獲得できる。また、銀賞以上で勝星も獲得できる。

STEP UP DAILY CUP
- 2013年8月30日から9月22日までの各日7:00〜23:59の開催。
- 『日本プロ麻雀連盟 投票選抜戦2013』内のイベントとして開催。
- 入賞するとDPと「想いのカケラ」（9月23日以降に投票券2枚に変換される）を獲得でき、さらに次回以降入賞時のDPボーナス倍率が追加される。
  - DPボーナスは上限+100%（2倍）で、+100%に到達するとボーナスとして+150%（2.5倍）になる。

ミスター満貫王
- 2013年12月24日から2014年2月2日までの各日7:00〜23:59の開催。
- 『日本プロ麻雀連盟 投票選抜戦2013』男性部門第1位の小島武夫プロのマニフェスト実行イベント。
- 成績の良かった上位3対局の満貫以上のアガリ点数（積み棒など含まず）の合計値を競い合う。不足対局分は0点として扱う。
  - 特別ルールとして子の7,700点や親の11,600点など（30符4翻および60符3翻）もカウントされる。
    - ミスター満貫王に参加可能なモード及び時間帯において、これらの点数のアガリに満貫より若干スケールの小さい落雷が発生する。
- イベントスコアの合計が20,000点以上で雀卓上の大会参加アイコンが変化し、アガリ時の落雷演出がパワーアップする。
- 入賞するとDP獲得、各部門1位には「満貫王」の称号が与えられる。

PREMIUM DAILY CUP
- ニューキャビネット機能搭載モデル限定。「立直の頂」「ドラの頂」「満貫の頂」の3種類を2014年3月7日から4月17日まで1週間ずつ2回行う。PASELIでのプレーが参加条件。
- 以下の条件を満たしたアガリ点数（積み棒など含まず）の合計値を競い合う。
  - 「立直の頂」では立直をかけたアガリ点数（「立直をかけた役満」も集計対象）が集計対象。
  - 「ドラの頂」ではドラを使用したアガリ点数（「ドラを使用した数え役満」以外の役満は集計対象外）が集計対象。
  - 「満貫の頂」では満貫以上のアガリ点数（ミスター満貫王と異なり30符4翻や60符3翻は集計対象外）が集計対象。
  - それぞれ大会スコアが20,000点を超えると特殊演出が発生する。
- 入賞するとプレミアムデイリーバッジを獲得。10個集めると100万DP獲得。

### 成績閲覧サービス
- プレー終了後以外にもeAMUSEMENTサイトの有料サービス『e-amusement ベーシックコース』に加入することで個人資料とランキングの閲覧ができる。また、ランキングのうち「真龍」、「黄龍」、「グランドリーグ」、「その他大会」の各全国系ランキングはベーシックコース未加入でも無料で閲覧できる。
  - 以前は「e-AMUSEMENT PASS メンバーズサイト」やコナミネットDXで有料の成績閲覧サービスが行われていたが、eAMUSEMENTサイトにサービスを集約するため、2012年3月7日に成績閲覧サービスを終了した。
- 以前はPCでの個人資料閲覧・ランキング閲覧の形式として、Adobe Flash Playerを使って対戦者待ち受け中やゲーム終了後の個人資料やデモ画面のランキングをスタンダードモデルと同等のXGAサイズで完全再現する『ゲーム機ビジュアル版』が利用できた（但し「本日の戦績」はここでは閲覧できず、ゲーム筐体限定の項目となっていた）が、2020年12月31日限りでアドビ社がAdobe flash playerのサービスを終了したことに伴い、同日限りで『ゲーム機ビジュアル版』の閲覧サービスを終了した。このサービスの代替として、同月28日付で『新しい成績閲覧サービス（β版）』が開始された。

### 雀朋倶楽部
eAMUSEMENTサイトで提供されているコミュニケーション機能。登録した仲間に対してコメントなどを送ったり、twitterやゲーム機との連動設定ができる。
ファイトツモ!
- 30回のツモの間に役を作り和了を目指す1人用麻雀ゲーム。役については基本的にアーケード機に準ずる。
- 和了すると翻数に応じてドラゴンエンブレムを獲得する（30枚以上ドラゴンエンブレムを所持している場合はファイトツモ!によって獲得することはできない）。
- ドラゴンエンブレムを一定数貯めるとアーケード機でエンブレムを消費して「ドラゴンソウル獲得チャレンジ」に挑戦でき、条件を達成するとドラゴンソウルを獲得。
- ドラゴンソウルを雀朋倶楽部に持ち帰ると朋龍オーブを獲得。朋龍オーブに数に応じて朋龍LEVELが上がり、仲間になれる人数の上限が増加する。
- ファイトツモ！のプレーに必要なファイトパワー（FP）は雀朋倶楽部でのやり取りによって獲得する。FPなしでも体力（時間経過で回復）があれば捨て牌は可能。体力の最大値は仲間の数が多いほど増加する。

麻雀格闘倶楽部　ホットスナップ
- ゲーム機プレー中の1シーンをスクリーンショット（以下スナップ）として保存できる機能。
- 雀朋倶楽部で設定を行った後、ニューキャビネット機能搭載モデル・HGモデルのゲーム機で撮影可能になる。撮影はプレミアムエリア下部（閉じている場合は右下）にある撮影ボタンで行う。
- 一時保存中のスナップは雀朋倶楽部（設定によりTwitterにも）に送信することができ、1回のプレーにつき2枚まで(プレミアム加入の場合は1回のプレーで5枚まで)、1日合計10枚まで送信可能。送信上限に達するとホットスナップの機能自体が利用できなくなる。
- 雀朋倶楽部に送信されたスナップは各種WEBブラウザで画像を保存可能。スナップの保存期限は送信時刻から24時間。

### プロ雀士
- 日本プロ麻雀連盟のプロが多数参戦している[注 24]ことが本作のセールポイントの一つである。
  - 2004年に亡くなった「亜空間殺法」の安藤満も本人としてMFC2まで、プロCPUとしてMFC2の顔写真を使用した上でMFC3まで参戦していた。
  - 2018年に亡くなった「ミスター麻雀」こと小島武夫も豪華絢爛まで参戦していた。
- プロは全員「日本プロ麻雀連盟（東京都）」に所属。個人でも雀指数やトライアスロンスコアランキングなどにランクインしていたり、一般プレーヤー同様にクラブスコアがあるため、東京都の店舗クラブスコアランキングにランクインしている時もある。

#### プロ雀士と格闘倶楽部所属リーグ
- 頂の陣まではプロ雀士の所属リーグランクはSSS-CIIIに割り振られていた（MFC2,3ではプロの段位別に割り振り、MFC4以降は毎月プロ全員のリーグを各モードすべて同じランクに割り振っていた）。
- NEXT・頂の陣のリーグシステムではSUPER・（A/NEXT）・B・C（MFC7-u.v.絆の章では鳳凰・A・B・C・プライマリ、MFC4-6ではA・B・C）それぞれのリーグ内でマッチングされる。
- 例えば参戦プロがCIIリーグ所属であれば、CI-IIIのプレーヤーはそのプロと対戦できる可能性がある（MFC3まではAIであればAIのプレーヤーと、CIIIであればCIIIのプレーヤーとしかマッチングされなかった）。
- 一時期プロにも一般プレーヤーと同じく昇格・降格があったが、後に1ヶ月間固定になった。
- 彩の華よりプロ雀士の所属リーグはSUPERで固定となり、同時にリーグや段位によるマッチングの垣根が取り払われた（東風／半荘／三麻（以上3モードは真黄龍闘技場含む）／競技ルール／特殊ルールのイベント卓のモードさえ合えばゲストであっても誰でもプロとマッチングする可能性がある）。

#### 参戦プロ雀士一覧　※太字は各シリーズ稼働開始日のKONAMI麻雀格闘倶楽部所属選手
（）はMFCリーフレット記載の日本プロ麻雀連盟認定段位、この表ではリーフレット参照かつ段位順で掲載。
| 男性プロ | 男性プロ | 男性プロ |              | 女性プロ | 女性プロ | 女性プロ |
| MFC2（24人） | MFC2（24人） | MFC2（24人） | MFC2（24人） | MFC2（24人） | MFC2（24人） | MFC2（24人） |
| --- | --- | --- | ------------ | --- | --- | --- |
| 灘麻太郎（9） 小島武夫（9） 荒正義（9） 安藤満（9） 伊藤優孝（9） 森山茂和（9）                                                                                                   | 前原雄大（8） 石崎洋（8） 古川孝次（8） 沢崎誠（7） 佐々木慶太（6） 河野高志（4） | 瀬戸熊直樹（4） 多井隆晴（4） 黒木真生（3） 滝沢和典（2） |              | 清水香織（4） 岡本沙也加（2） 二階堂瑠美（2） 二階堂亜樹（2） 平岡理恵（初） 南里はるみ（2）                                                                                                  | 宮内こずえ（初） 和泉由希子（初） | |
| MFC3（36人） | | |              | | | |
| 灘麻太郎（9） 小島武夫（9） 荒正義（9） 安藤満（9） 伊藤優孝（9） 森山茂和（9） 前原雄大（8） 石崎洋（8）                                                                         | 古川孝次（8） 土田浩翔（8） 沢崎誠（7） 藤原隆弘（6） 阿部孝則（6） 吉田幸雄（6） 佐々木慶太（6） 朝武雅晴（5）                                                                             | 河野高志（5） 瀬戸熊直樹（4） 多井隆晴（4） 室生述成（4） 藤崎智（4） 黒木真生（3） 滝沢和典（3） 今里邦彦（3）                                                                             |              | 清水香織（4） 斉藤智子（4） 二階堂亜樹（3） 二階堂瑠美（2） 岡本沙也加（2） 南里はるみ（2） 平岡理恵（初） 宮内こずえ（初）                                                                   | 和泉由希子（初） 佐野たか子（初） 渡辺郁江（初） 高橋葵（初） | |
| MFC4（40人） | | |              | | | |
| 灘麻太郎（9） 小島武夫（9） 荒正義（9） 伊藤優孝（9） 森山茂和（9） 石崎洋（8） 土田浩翔（8） 古川孝次（8） 前原雄大（8）                                                         | 沢崎誠（7） 藤原隆弘（6） 阿部孝則（6） 吉田幸雄（6） 朝武雅晴（5） 河野高志（5） 多井隆晴（5） 瀬戸熊直樹（4） 室生述成（4）                                                               | 藤崎智（4） 滝沢和典（4） 今里邦彦（4） 紺野真太郎（4） 山井弘（4） 山田ヒロ（4） 黒木真生（3）                                                                                             |              | 清水香織（4） 斉藤智子（4） 二階堂亜樹（3） 二階堂瑠美（2） 岡本沙也加（2） 南里はるみ（2） 平岡理恵（2） 宮内こずえ（初） 和泉由希子（初）                                                   | 佐野たか子（初） 渡辺郁江（初） 高橋葵（初） 相田夏奈（初） 黒沢咲（初） 田村りんか（初）                                                                                                   | |
| MFC5（48人） | | |              | | | |
| 灘麻太郎（9） 小島武夫（9） 畑正憲（9） 荒正義（9） 伊藤優孝（9） 森山茂和（9） 石崎洋（8） 土田浩翔（8） 古川孝次（8） 前原雄大（8）                                             | 阿部孝則（7） 沢崎誠（7） 藤原隆弘（7） 吉田幸雄（7） 河野高志（6） 朝武雅晴（6） 今里邦彦（5） 多井隆晴（5） 瀬戸熊直樹（5） 藤崎智（5）                                                   | 藤中慎一郎（5） 紺野真太郎（4） 滝沢和典（4） 室生述成（4） 山井弘（4） 山田ヒロ（4） 黒木真生（3） ガース（初）                                                                            |              | 斉藤智子（4） 清水香織（4） 二階堂亜樹（4） 南里はるみ（3） 和泉由希子（2） 岡本沙也加（2） 佐野たか子（2） 二階堂瑠美（2） 平岡理恵（2） 宮内こずえ（2）                                     | 相田夏奈（初） 北野由実（初） 黒沢咲（初） さくら（初） ジェン（初） 高橋葵（初） 田村りんか（初） 水原千春（初） 渡辺郁江（初） 王政芳（初）                                               | |
| MFC6（50人） | | |              | | | |
| 灘麻太郎（9） 小島武夫（9） 畑正憲（9） 荒正義（9） 伊藤優孝（9） 森山茂和（9） 石崎洋（8） 古川孝次（8） 前原雄大（8） 沢崎誠（7）                                               | 藤原隆弘（7） 吉田幸雄（7） 朝武雅晴（6） 今里邦彦（5） 瀬戸熊直樹（5） 藤崎智（5） 仁平宣明（5） 望月雅継（5） 黒木真生（4） 紺野真太郎（4）                                               | 滝沢和典（4） 山井弘（4） 山田ヒロ（4） 勝又健志（3） ダンプ大橋（3） ガース（初） 岩井健太（初） 佐々木寿人（初）                                                                          |              | 清水香織（4） 二階堂亜樹（4） 南里はるみ（3） 二階堂瑠美（3） 桑原恵子（3） 和泉由希子（2） 平岡理恵（2） 宮内こずえ（2） 渡辺郁江（2） 北條恵美（2）                                         | 水越京子（2） 相田夏奈（初） 北野由実（初） 黒沢咲（初） さくら（初） ジェン（初） 高橋葵（初） 田村りんか（初） 水原千春（初） 王政芳（初）                                                | 堀田恵（初） 優木美智（初） |
| MFC7（52人） | | |              | | | |
| 灘麻太郎（9） 小島武夫（9） 畑正憲（9） 荒正義（9） 伊藤優孝（9） 森山茂和（9） 古川孝次（9） 前原雄大（9） 石崎洋（8） 沢崎誠（8）                                               | 朝武雅晴（7） 藤原隆弘（7） 吉田幸雄（7） 瀬戸熊直樹（6） 仁平宣明（6） 藤崎智（6） 今里邦彦（5） 滝沢和典（5） 望月雅継（5） 山井弘（5）                                                   | 山田ヒロ（5） 勝又健志（4） 黒木真生（4） 紺野真太郎（4） ダンプ大橋（4） 佐々木寿人（3） 内川幸太郎（2） ガース（2）                                                                       |              | 清水香織（4） 二階堂亜樹（4） 二階堂瑠美（4） 桑原恵子（3） 南里はるみ（3） 北條恵美（3） 優木美智（3） 和泉由希子（2） 北野由実（2） 黒沢咲（2）                                             | さくらやよい（2） 平岡理恵（3） 水越京子（3） 宮内こずえ（3） 渡辺郁江（2） ジェン（2） 高橋葵（初） 田村りんか（初） 王政芳（2） 長内真実（初）                                            | くさのいおり（初） 中川由佳梨（初） 吉岡美音（初） 和久津晶（初） |
| 我龍転生（56人） | | |              | | | |
| 灘麻太郎（9） 小島武夫（9） 畑正憲（9） 荒正義（9） 伊藤優孝（9） 森山茂和（9） 古川孝次（9） 前原雄大（9） 石崎洋（8） 沢崎誠（8）                                               | 朝武雅晴（7） 藤崎智（7） 藤原隆弘（7） 吉田幸雄（7） 瀬戸熊直樹（6） 仁平宣明（6） 望月雅継（6） 今里之彦（5） 紺野真太郎（5） 滝沢和典（5）                                               | 山井弘（5） 山田浩之（5） 勝又健志（4） 黒木真生（4） ダンプ大橋（4） 猿川真寿（4） 佐々木寿人（3） 内川幸太郎（2） ガース（2）                                                             |              | 二階堂亜樹（5） 二階堂瑠美（4） 桑原恵子（4） 清水香織（4） 南里はるみ（4） 黒沢咲（3） 平岡理恵（3） 北條恵美（3） 水越京子（3） 宮内こずえ（3）                                             | 優木美智（3） 和泉由希子（2） 北野由実（2） さくらやよい（2） ジェン（2） 田村りんか（2） 中川由佳梨（2） 和久津晶（2） 渡辺郁江（2） 王政芳（2）                                           | 長内真実（初） くさのいおり（初） 高橋葵（初） 蒼井ゆりか（初） 綾瀬きゆ（初） 川田景子（初） 京平遥（初）                                                                                                   |
| ultimate version（58人） | | |              | | | |
| 灘麻太郎（9） 小島武夫（9） 畑正憲（9） 荒正義（9） 伊藤優孝（9） 森山茂和（9） 古川孝次（9） 前原雄大（9） 石崎洋（8） 沢崎誠（8）                                               | 瀬戸熊直樹（7） 朝武雅晴（7） 藤崎智（7） 藤原隆弘（7） 吉田幸雄（7） 今里之彦（6） 滝沢和典（6） 仁平宣明（6） 望月雅継（6） 紺野真太郎（5）                                               | 山井弘（5） 山田浩之（5） 勝又健志（4） 黒木真生（4） 猿川真寿（4） ダンプ大橋（4） 樋口新（4） 内川幸太郎（3） ガース（3） 佐々木寿人（3）                                                 |              | 清水香織（5） 二階堂亜樹（5） 二階堂瑠美（4） 黒沢咲（4） 南里はるみ（4） 優木美智（4） 仲田加南（4） 和泉由希子（3） 北野由実（3） 平岡理恵（3）                                             | 水越京子（3） 宮内こずえ（3） 長内真実（2） くさのいおり（2） さくらやよい（2） ジェン（2） 田村りんか（2） 中川由佳梨（2） 和久津晶（2） 渡辺郁江（2）                                     | 王政芳（2） 岩井茜（2） 蒼井ゆりか（初） 川田景子（初） 京平遥（初） 高橋葵（初） 白河雪菜（初） 中山奈々美（初）                                                                                            |
| NEXT（64人） | | |              | | | |
| 灘麻太郎（9） 小島武夫（9） 畑正憲（9） 荒正義（9） 伊藤優孝（9） 森山茂和（9） 古川孝次（9） 前原雄大（9） 石崎洋（8） 沢崎誠（8） 朝武雅晴（8） 藤原隆弘（8）                   | 板川和俊（7） 瀬戸熊直樹（7） 仁平宣明（7） 藤崎智（7） 望月雅継（7） 吉田幸雄（7） 滝沢和典（6） 山井弘（6） 山田浩之（6） 勝又健志（5） 黒木真生（5） 紺野真太郎（5）                     | 猿川真寿（5） ダンプ大橋（5） 内川幸太郎（4） 佐々木寿人（4） 白鳥翔（4） 杉浦勘介（4） 樋口新（4） ガース（3） 福光聖雄（3）                                                               |              | 清水香織（5） 二階堂亜樹（5） 二階堂瑠美（4） 和泉由希子（4） 黒沢咲（4） 仲田加南（4） 南里はるみ（4） 平岡理恵（4） 水越京子（4） 宮内こずえ（4） 優木美智（4） 魚谷侑未（3）               | 北野由実（3） ジェン（3） 中川由佳梨（3） 和久津晶（3） 王政芳（3） 蒼井ゆりか（2） 長内真実（2） くさのいおり（2） さくらやよい（2） 白河雪菜（2） 高橋葵（2） 田村りんか（2）             | 童瞳（2） 渡辺郁江（2） 小笠原奈央（初） 京平遥（初） 小島優（初） 高宮まり（初） 中山奈々美（初） |
| 頂の陣（64人） | | |              | | | |
| 森山茂和（9） 灘麻太郎（9） 小島武夫（9） 畑正憲（9） 荒正義（9） 伊藤優孝（9） 古川孝次（9） 前原雄大（9） 石崎洋（8） 沢崎誠（8） 瀬戸熊直樹（8） ともたけ雅晴（8）             | 藤原隆弘（8） 吉田幸雄（8） 滝沢和典（7） 仁平宣明（7） 藤崎智（7） 望月雅継（7） 山井弘（6） 山田浩之（6） 勝又健志（5） 黒木真生（5） 紺野真太郎（5） 猿川真寿（5）                       | ダンプ大橋（5） 佐々木寿人（4） 内川幸太郎（4） ガース（4） 白鳥翔（4） 杉浦勘介（4） 福光聖雄（3） 井出康平（3） 小車祥（3）                                                               |              | 清水香織（5） 二階堂亜樹（5） 二階堂瑠美（4） 和泉由希子（4） 魚谷侑未（4） 黒沢咲（4） 仲田加南（4） 平岡理恵（4） 宮内こずえ（4） 優木美智（4） 蒼井ゆりか（3） 長内真実（3）               | ジェン（3） 中川由佳梨（3） 和久津晶（3） 王政芳（3） 小島優（2） 白河雪菜（2） 高宮まり（2） 田村りんか（2） 童瞳（2） 中山奈々美（2） 渡辺郁江（2） 小笠原奈央（初）                      | 石田亜沙己（初） 井上絵美子（初） 鈴木彩夏（初） 立花つくし（初） 月江いくこ（初） 手塚紗掬（初） 東城りお（初）                                                                                             |
| 彩の華（64人） | | |              | | | |
| 森山茂和（9） 小島武夫（9） 灘麻太郎（9） 畑正憲（9） 荒正義（9） 伊藤優孝（9） 古川孝次（9） 前原雄大（9） 石崎洋（8） 沢崎誠（8） 瀬戸熊直樹（8） ともたけ雅晴（8）             | 藤崎智（8） 藤原隆弘（8） 滝沢和典（7） 仁平宣明（7） 望月雅継（7） 山井弘（7） 柴田弘幸（7） 勝又健志（6） 紺野真太郎（6） ダンプ大橋（6） 山田浩之（6） 前田直哉（6）                     | 黒木真生（5） 猿川真寿（5） 佐々木寿人（4） 内川幸太郎（4） 白鳥翔（4） ガース（4） 杉浦勘介（4） 小車祥（4） 井出康平（3）                                                                 |              | 二階堂亜樹（5） 二階堂瑠美（4） 清水香織（5） 黒沢咲（5） 仲田加南（5） 和泉由希子（4） 宮内こずえ（4） 魚谷侑未（4） 中川由佳梨（4） 和久津晶（4） 蒼井ゆりか（3） ジェン（3）               | 王政芳（3） 安田麻里菜（3） 高宮まり（2） 手塚紗掬（2） 中山奈々美（2） 小笠原奈央（2） 小島優（2） 童瞳（2） 月江いくこ（2） 古谷知美（2） 松岡千晶（2） 東城りお（初）                    | 石田亜沙己（初） 井上絵美子（初） 鈴木彩夏（初） 菅原千瑛（初） 友保美香里（初） 七瀬真実（初） 山脇千文美（初）                                                                                             |
| ZERO（68人） | | |              | | | |
| 森山茂和（9） 小島武夫（9） 灘麻太郎（9） 畑正憲（9） 荒正義（9） 伊藤優孝（9） 古川孝次（9） 前原雄大（9） 沢崎誠（9） 瀬戸熊直樹（9） 石崎洋（8） ともたけ雅晴（8）             | 藤崎智（8） 藤原隆弘（8） 滝沢和典（7） 仁平宣明（7） HIRO柴田（7） 望月雅継（7） 山井弘（7） 勝又健志（6） 紺野真太郎（6） ダンプ大橋（6） 前田直哉（6） 山田浩之（6）                     | 猿川真寿（6） 佐々木寿人（5） 黒木真生（5） 白鳥翔（5） 杉浦勘介（5） 櫻井秀樹（5） 内川幸太郎（4） ガース（4） 小車祥（4） 森下剛任（4） 井出康平（3） 柴田吉和（3）                       |              | 二階堂亜樹（6） 二階堂瑠美（4） 清水香織（5） 黒沢咲（5） 仲田加南（5） 和泉由希子（4） 宮内こずえ（4） 魚谷侑未（4） 中川由佳梨（4） 和久津晶（4） 吾妻さおり（4） 高宮まり（3）             | 手塚紗掬（3） 蒼井ゆりか（3） ジェン（3） 安田麻里菜（3） 童瞳（3） 中山奈々美（2） 小笠原奈央（2） 小島優（2） 古谷知美（2） 松岡千晶（2） 菅原千瑛（2） 月江いくこ（2）                   | 井上絵美子（2） 東城りお（初） 石田亜沙己（初） 友保美香里（初） 七瀬真実（初） 山脇千文美（初） 池沢麻奈美（初） 大亀あすか（初）                                                                           |
| 豪華絢爛（69人） | | |              | | | |
| 森山茂和（9） 小島武夫（9） 灘麻太郎（9） 畑正憲（9） 荒正義（9） 伊藤優孝（9） 古川孝次（9） 前原雄大（9） 沢崎誠（9） 瀬戸熊直樹（9） 藤崎智（9） 石崎洋（8）                   | ともたけ雅晴（8） 藤原隆弘（8） 滝沢和典（7） 仁平宣明（7） HIRO柴田（7） 望月雅継（7） 山井弘（7） 前田直哉（7） 山田浩之（7） 勝又健志（7） ダンプ大橋（7） 紺野真太郎（6）               | 猿川真寿（6） 櫻井秀樹（6） 白鳥翔（6） 黒木真生（6） 佐々木寿人（5） 杉浦勘介（5） 内川幸太郎（5） ガース（4） 森下剛任（4） 井出康平（3） 柴田吉和（4） 大和（4）                         |              | 二階堂亜樹（6） 二階堂瑠美（4） 清水香織（5） 宮内こずえ（5） 黒沢咲（5） 仲田加南（5） 吾妻さおり（5） 和久津晶（5） 魚谷侑未（5） 和泉由希子（4） 中川由佳梨（4） 蒼井ゆりか（4）           | ジェン（4） 童瞳（4） 高宮まり（3） 小笠原奈央（3） 月江いくこ（3） 手塚紗掬（3） 中山奈々美（3） 古谷知美（3） 松岡千晶（3） 山脇千文美（3） 菅原千瑛（3） 東城りお（2）                   | 石田亜沙己（2） 井上絵美子（2） 赤木由実（2） 土田小緒里（2） 七瀬真実（2） 古川彩乃（2） 大亀あすか（初） 友保美香里（初） 岡田紗佳（初）                                                                   |
| GRAND MASTER（70人） | | |              | | | |
| 森山茂和（9） 灘麻太郎（9） 畑正憲（9） 荒正義（9） 伊藤優孝（9） ともたけ雅晴（9） 古川孝次（9） 前原雄大（9） 沢崎誠（9） 瀬戸熊直樹（9） 藤崎智（9） 石崎洋（8） 藤原隆弘（8） | 仁平宣明（8） 滝沢和典（7） 紺野真太郎（7） HIRO柴田（7） 山井弘（7） 前田直哉（7） 山田浩之（7） 勝又健志（7） ダンプ大橋（7） 佐々木寿人（6） 内川幸太郎（6） 猿川真寿（6） 櫻井秀樹（6） | 白鳥翔（6） 黒木真生（6） 杉浦勘介（5） 森下剛任（5） ガース（4） 井出康平（4） 柴田吉和（4） 大和（4） 石川遼（3） 沖ヒカル（初） 内藤正樹（初）                                           |              | 二階堂亜樹（6） 二階堂瑠美（5） 黒沢咲（6） 仲田加南（6） 宮内こずえ（5） 清水香織（5） 和久津晶（5） 魚谷侑未（5） 高宮まり（4） 和泉由希子（4） 中川由佳梨（4） 蒼井ゆりか（4） ジェン（4） | 童瞳（4） 石田亜沙己（3） 井上絵美子（3） 小笠原奈央（3） 菅原千瑛（3） 手塚紗掬（3） 中山奈々美（3） 古谷知美（3） 松岡千晶（3） 山脇千文美（3） 白銀紗希（3） 早川林香（3） 東城りお（2） | 土田小緒里（2） 古川彩乃（2） 大久保朋美（2） 桜川姫子（2） 岡田紗佳（初） 大亀あすか（初） 襟川麻衣子（初）                                                                                                 |
| 疾風（69 人） | | |              | | | |
| 森山茂和（9） 灘麻太郎（9） 荒正義（9） 伊藤優孝（9） 前原雄大（9） 古川孝次（9） 沢崎誠（9） ともたけ雅晴（9） 藤崎智（9） 瀬戸熊直樹（9） 藤原隆弘（9） 石崎洋（8）             | 仁平宣明（8） HIRO柴田（8） 滝沢和典（7） 内川幸太郎（7） 勝又健志（7） 紺野真太郎（7） 猿川真寿（7） ダンプ大橋（7） 前田直哉（7） 山井弘（7） 山田浩之（7） 佐々木寿人（6）               | 杉浦勘介（6） 黒木真生（6） 白鳥翔（6） 吉田直（6） 森下剛任（5） 喜多清貴（5） ガース（4） 柴田吉和（4） 大和（4） 石川遼（3） 沖ヒカル（初） 内藤正樹（初）                               |              | 二階堂亜樹（7） 二階堂瑠美（5） 和久津晶（6） 魚谷侑未（6） 黒沢咲（6） 仲田加南（6） 宮内こずえ（5） 和泉由希子（5） 清水香織（5） 高宮まり（4） 蒼井ゆりか（4） 小笠原奈央（4）             | ジェン（4） 手塚紗掬（4） 古谷知美（4） 山脇千文美（4） 石田亜沙己（3） 井上絵美子（3） 桜川姫子（3） 白銀紗希（3） 菅原千瑛（3） 中山奈々美（3） 早川林香（3） 松岡千晶（3）               | 東城りお（2） 襟川麻衣子（2） 大久保朋美（2） 古川彩乃（2） 岡田紗佳（初） 大亀あすか（初） 伊達朱里紗（初） 夏目翠（初） 日高志穂（初） 中田花奈（初）                                                      |
| Extreme（76人） ～2025年3月31日 | | |              | | | |
| 森山茂和（9） 灘麻太郎（9） 荒正義（9） 伊藤優孝（9） 前原雄大（9） 古川孝次（9） 沢崎誠（9） ともたけ雅晴（9） 藤崎智（9） 瀬戸熊直樹（9） 滝沢和典（8） 勝又健志（8）           | HIRO柴田（8） 山井弘（8） 山田浩之（8） 佐々木寿人（7） 内川幸太郎（7） 紺野真太郎（7） 猿川真寿（7） 白鳥翔（7） 前田直哉（7） 吉田直（7） 杉浦勘介（6） 柴田吉和（6）                     | 森下剛任（6） 藤島健二郎（6） 三浦智博（6） ガース（5） 喜多清貴（5） 日吉辰哉（5） 古橋崇志（5） 鈴木大介（5） 石川遼（4） 大和（4） 本田朋広（4） 長村大（3） 沖ヒカル（2） 内藤正樹（2） |              | 二階堂亜樹（7） 二階堂瑠美（5） 魚谷侑未（7） 黒沢咲（7） 仲田加南（7） 和久津晶（6） 宮内こずえ（5） 和泉由希子（5） 清水香織（5） 高宮まり（4） 石田亜沙己（4） 蒼井ゆりか（4）             | 小笠原奈央（4） ジェン（4） 白銀紗希（4） 菅原千瑛（4） 手塚紗掬（4） 古谷知美（4） 松岡千晶（4） 山脇千文美（4） 川原舞子（4） 東城りお（3） 井上絵美子（3） 大久保朋美（3）               | 桜川姫子（3） 早川林香（3） 岡田紗佳（2） 襟川麻衣子（2） 伊達朱里紗（2） 一瀬由梨（2） 駒田真子（2） さくら美緒（2） 杉浦まゆ（2） 中田花奈（初） 夏目翠（初） 安藤りな（初） 赤木クロ（初） 武田雛歩（初） |

### ゲーム筐体
数台のクライアント（対局プレー用筐体）と、これらを管理するセンターユニットに分かれる。またセンターユニットは我龍転生以前のものとultimate version以降のものとで見た目が大きく異なる。麻雀格闘倶楽部は2002年に運営開始後、現在も下記の筐体や機器を使った運営が行われている（e-AMUSEMENT筐体のみ稼動終了）。

#### センターユニット
- メーカーカタログやオペレーター用マニュアルでの正式名称であるセンターユニットは2種類あり、我龍転生以前のものはモニター部とモニター専用基板、そしてサーバーユニットが纏めて収まっており、プレーヤーやオペレーター、インターネット掲示板等などで通称「センターモニター」（略してセンモニ）という名前で呼ばれていた。uitimate version以降のものはサーバーユニット部とモニター部が分離され、サーバーユニット部がそのままセンターユニットとなり、モニター部は『ライブモニター』という正式名称が付けられている。
- センターユニットは同一店舗に最低1台以上の設置（複数設置可能）を必要としている。
- 1台のセンターユニットに接続可能なクライアントはMFC1-2では8台まで、MFC3-我龍転生では14台まで、ultimate version以降は22台まで設置可能。
- センターモニターやライブモニターでは常時「店内プレーヤーの成績、地域や全国ランキング等」が常時表示される他「プロの参加情報、大会やイベントの案内」も含めてエンドレスで順番どおりに流れる。
  - ultimate version以降は通常時の表示よりDJP・SDJP発生時やメンテナンス突入のお知らせがある場合は、これらが終了するまで優先的かつ常時表示される。
  - 閉店時間のお知らせがある場合は電源が切られるまで常時表示される。
  - 接続されているクライアントが和了した際はクライアントとシンクロするようにタイミングを調整しつつ、全ての表示よりも最優先で表示される。ただしアドバタイズ放映中やプロの一手LIVE放映中は放映終了後即座に表示される。また2台以上のクライアントが和了した場合は、先に和了したクライアントから表示される。
- ランキングに使用される店舗名、店舗所属地域および店舗所属プレーヤーのデータは、ランキング更新時点のものが適用される。
- 全店舗のセンターユニットとクライアントに対して、コナミからネットワーク経由で更新プログラムが配信されることがある。主な内容は何らかの原因で発生した重要なバグの修正や、大会の概要等の配信などである。

センターモニター（1-我龍転生）
- 見た目で大型と分かるセンターユニット筐体。この中にブラウン管モニターやメインサーバーとなるPCB基板、クライアントとサーバーを接続するためのハブなどが入っている。
- MFC6からはセンターモニター前面部分に3つの操作ボタンが設置され、任意のランキングをプレーヤーが直接選択し閲覧することが可能になった。またモニター専用基板はクライアント用の基板と同一のものが使用されており、HDDは3.5インチを採用。
- 初期の頃に行われたGI大会では店舗内で行う大会にもかかわらず、設置台数が多い店舗はセンターモニター単位で分けられている状態だった（例：1〜8台目はセンターモニターA・9台目〜16台目はセンターモニターBという感じに分けられており、センターモニターAで参加したGI大会の続きはセンターモニターAでしか行う事が出来なかった）。
  - この仕様により複数のセンターモニターが設置された店舗では正しいセンターモニター側でのプレーが求められた（現在ではクライアントやセンターモニターが何台ある場合でも全て同一店舗とみなされる仕様になったので、この問題は解消済み）。

ライブモニター（ultimate version-）
- 上記センターモニターに代わってultimate versionより導入された。専用ボックスに店舗内サーバー専用ユニットとライブモニター専用基板を収めることでコンパクト化。モニター部は独立し、複数台のライブモニターが設置できるようになった。ライブモニター専用基板はMFC6のものと同一。
  - 新規購入時には最低でも1台のKONAMI純正ライブモニターが付き、設置にあたっては2台のクライアントが必要で筐体後部に専用の器具を1台ずつ設置し2台のクライアントを跨ぐ形でクライアントの上部に設置する方法が取られている。
  - 純正ライブモニターは後述のユニバーサルキャビネット機能搭載モデルで使われている液晶ワイドモニターを採用しており、従来のセンターユニット筐体よりも格段にコンパクトサイズになった。
  - ライブモニターとセンターユニットの接続にはVGA（ミニD-Sub15ピン）を使用しているので、純正ライブモニターを使用せずに一般向けのパソコン用液晶モニターや市販の液晶テレビにVGA接続している店舗も少なからず見られる[注 26]（ただしライブモニターが1台も設置されない状態や、ライブモニターが設置されていても節電でモニターの電源が落とされている状態でも下記の情報が見られなくなるだけで運営自体は可能である）。
  - これまでのセンターモニターでは無かった「プロの一手LIVE」も加わり、プレーヤーの和了表示では実際に打っているプレーヤーの和了画面同様に役の読み上げも行われるようになった。
  - 「プロの一手LIVE」としてプロ本人の対局が随時配信される。この時プロ以外のプレーヤーは「対戦者○」（1-3）と名前を隠され、麻雀牌が全てオープンになった状態で対局が再現される。
  - センターモニターについていた操作ボタンはライブモニターでは無くなり、各種ランキングが決まった順番で表示されるMFC5以前の仕様に戻った。その代わりクライアント側でゲーム終了後の個人情報閲覧時およびデモ画面で各種ランキングを操作しながら情報が閲覧できるようになった。
  - ライブモニターのみ閲覧出来る内容「店内対戦者関連情報・プロの一手LIVE・SDJP取得店舗情報・参加プロのプロフィール」など複数あり、これらはクライアント側では見られない情報である。

#### クライアント
以下のモデルがあり、各筐体共に相互に対戦やプレーデータの互換性がある。
スタンダードキャビネット（1-）／スタンダードモデル（u.v. 絆の章-）
- 通称は旧筐体。MFC6では2002年モデルと呼ばれていた。またオペレーター用マニュアルではA筐体（A本体とも。以後同様）と呼ばれている。15インチスクエア液晶モニタを使用した筐体。最大解像度は1024x768のXGA。タッチパネルに触れることで捨牌などの操作を行う。
- MFC5より指紋認証が省かれ多少ゲーム開始が早くなり、MFC6稼動時より2006年12月当時の最新マザーボードへの入れ替えにより以前に比べはるかに高速になった。オペレーティングシステム（OS）に組み込み用の「Windows XP Embedded SP2」を使用している。
- MFC4までは磁気カードリーダーと指紋センサーのユニットが設置されていたが、MFC5で指紋センサーがe-AMUSEMENT PASSのスロット式カードリーダーに置き換えられ、磁気カードリーダーはMFC4からMFC5への引継ぎに利用された後、MFC6で撤去、挿入口が塞がれた。
  - さらにe-AMUSEMENT PASSのカードリーダーはultimate versionでスロット式からタッチ式に変更され、見た目はMFC4時代のものとほぼ同じになった。
- この筐体は「格闘倶楽部シリーズ」として2010年に稼働開始した『天下一将棋会』にコンバージョンされたものもある。
- 2012年7月頃よりスタンダードキャビネットにワイドモニタを取り付け、ニューキャビネットの機能を追加したモデルが登場。これにより従来のスクエアモニターのモデルは『スタンダードモデル』と名称変更。本記事でもスタンダードモデルと称す。

ニューキャビネット（6-）／ニューキャビネット機能搭載モデル（u.v. 絆の章-）
- 2007年7月11日より稼働開始。通称は新筐体。MFC6では2007年モデルと呼ばれていた。23インチワイド液晶モニタを採用、ヘッドホン端子装備。
- 最大解像度は1360x768のFWXGA。このうちメインエリア（ゲーム画面）は1024x768と解像度だけではスタンダードモデルとまったく変わらず、プレミアムエリアは336x768の範囲で収まる形となっている。なお、プレミアムエリアを閉じた際はメインエリアが中央に配置され、両端に168x768の帯が付く。
- ニューキャビネットは2種類あり、オペレーター用マニュアルではB筐体とC筐体に分けられている。このうちニューキャビネットC筐体は、『天下一将棋会』や『麻雀ファイトガール』にコンバージョンされたものもある[6]。
- 2012年7月頃よりスタンダードキャビネットの15インチスクエア液晶モニターを21インチワイド液晶に交換するコンバートキットがオペレータ向けに販売された。ヘッドホン端子は搭載されておらず、ゲーム画面でもヘッドフォンジャックの機能の項目に×が表示される。元々狭いスタンダードキャビネットを無理やり大画面に換装しているため、筐体の幅ギリギリまで画面があるにもかかわらず、ニューキャビネットのように上方向への筐体枠が存在しておらず、またタイトルパネルの設置も困難となり、設置状況によっては対面に設置されているプレーヤーの顔が丸見えになってしまうという事が発生。衝立の設置や設置場所の変更といった些細な問題が発生した。なお、当項目ではスタンダードキャビネットからの改造ということで「改A筐体」と称す。
  - ニューキャビネットB筐体・C筐体はこの改A筐体の登場に伴い、3筐体まとめて『ニューキャビネット機能搭載モデル』の名称に変更された。なお、本記事では特記がない限りニューキャビネットと略す。
- 操作方法等はスタンダードモデルと同様。さらに画面の端にプレミアムエリアが設けられており様々なコンテンツが楽しめる。またプレミアムエリアはプレーヤーの任意で表示位置を左側、右側、非表示（この場合ゲーム画面が中央に表示される）が選択できる。クレジット投入・e-AMUSEMENT PASS認証の際は右側に表示される。
プレミアムエリア機能例
  - グランドリーグ（リーグの途中経過をここで確認する）
  - 結果履歴（疾風稼働開始以降に参戦した大会の履歴を確認できる）
  - 十番勝負（プロ雀士の点棒収支に挑戦するモード）
  - 店内ワイワイ昇龍JACKPOT2（100万以上のDP獲得を目指すミニゲーム）
  - 超連撃アドベンチャー -海賊船の秘宝- / 激走！PASELI競馬（オーブ獲得を賭けたミニゲーム）
  - ドラゴンメーター（現在までに溜まっているDPと、その獲得履歴を確認することが出来る）
    - その他機能は公式サイトを参照されたし。

e-AMUSEMENT筐体（1.5・2）
- 『出撃!戦国革命』の筐体を改造したバージョン。プレーはタッチパネルではなくジョイスティックとボタンで行うため、プレー感覚は家庭用移植版に近い。通称レバー版。
- この筐体はクライアントのみでセンターモニターがなく、クライアントのデモ画面で任意のランキングを閲覧できるようになっていた。なお、MFC3以降改造は行われておらず、2005年にこのバージョン向けのオンラインサービスは終了した。

e-AMUSEMENT CLOUD→コナステ（NEXT-）
- アーケードゲームをプレーデータを連動させて家庭用のPCやAndroid端末、iPhone端末、iPad端末でもプレーできるサービス。『NEXT』から『頂の陣』の2014年5月11日までの数回のテストサービスを経て正式稼動した。
- PC版は2014年5月29日22時に、Android版は2018年7月25日に、iOS版は2021年11月24日にそれぞれ正式サービス開始。本項目では新名称の「コナステ」と称す。
- インターフェイスはニューキャビネット機能搭載モデル準拠で、推奨解像度はPC版・Android版・iOS版共に1360x768以上。
- 決済手段はPC版がPASELI、Android版はGoogle Playで購入できるCP、iOS版はApp Storeで購入できるCPのみ。相互利用はAndroid版とiOS版のいずれかで使える無償CPのみ。PASELIと有償CPの相互利用・変換は出来ず、また有償CPは決済システムの違いからAndroid版とiOS版で別々に管理される。
- PC版の操作はマウスを主とし、画面下部の鳴きやアガリなどの基本動作はキーボードでも可能。またPC版で使用するモニターがタッチ操作に対応していれば、タッチ操作をマウス代わりに使用することでPC版でもアーケード版さながらの操作感覚で楽しめる。Android版やiOS版はそのままタッチ操作でプレーする。
- PC版はマウス操作を前提としているため､マウスの右ボタンでドラッグアンドドロップすることにより鳴きが行える等のショートカット機能が独自搭載されている｡
- 当初、稼働時間は22時から翌10時（サーバーメンテナンス時間を除く）であった。2015年5月12日よりアーケード機と同じ時間帯でのプレーが可能となる。
- 各サーバーはGI大会あるいはそれに準拠した方式の大会には参加可能（エントリーしたサーバーでのプレーのみ大会成績に反映される）。
- 各サーバーは所属店舗として登録することは出来ない。

ハイグレードモデル（豪華絢爛-）
- 2017年9月13日稼働開始。MFC6で言うところの2017年モデル、MFC7- U.V.で言うところのハイグレードキャビネット。本項目では縮めて「HGモデル」と称す。
- 32インチワイドモニターを採用。最大解像度は1920x1080のフルHD。ニューキャビネットから搭載されたヘッドホンジャックに加え、ゲーム中（入場料支払い直後から退場後のブラックアウトまで）に給電操作を行うことで使用できるようになる充電用USBポートを搭載（充電時の注意事項に同意する必要がある）。筐体上の照明はLED化され、対局状況に応じてカラフルに点灯する（ビジュアルセレクトでオン・オフの設定可能）。カードリーダーには白色LEDが搭載されており、デモ画面中とゲストプレーボタン表示中は店頭状態で認証待機し、ゲストプレーはゲーム終了まで、カード所有者は認識直後から認証解除まで、それぞれ常時消灯状態となる。
- プレミアムエリアPLUSを搭載。対局画面を中央に、プレミアムエリアを左右で2つ同時に出すことができるようになり、メイン画面右側にあった「終了」などのボタンは左側のプレミアムエリア下部（画面左下隅）に移動した。同じ項目は2つ同時に出すことは出来ず、これを行うと項目の場所が選択した側に入れ替わり、選択しなかった側は未選択状態となる。ニューキャビネットにあった「左右入れ替え」ボタンは、上述の充電用USBポートの給電を開始するための「USB充電ON」ボタンに置き換えられた。また現在の局や残り山牌などの情報は画面中央に移動している。
- 対局画面は中央のプレーヤーパネルは無くなり、王牌・現在の局・残り山牌数・点数状況のみが表示されるようになった。画面上部に対局者の名前と店舗、現在の真龍・黄龍・四神のグラフィックが表示される(上家は左、対面は中央、下家は右)。このプレーヤーパネルも対局状況に応じて光り、リーチ中は対象者のパネルが虹色に輝く。自身のプレーヤーパネルは見えなくなったが、画面最下部には自身の状況を示すランプが線状に付いている。また、ロンアガリ時は対象となるプレーヤーパネルにも雷が生じる演出がある。
- HGモデルは『クイズマジックアカデミー』（2020年6月17日にHGモデルで先行稼働した『輝望の刻』）・『麻雀ファイトガール』のハイグレードモデルにコンバージョンされたものもある[6]。

### ビジュアルアレンジ
- 我龍転生稼働中である2009年12月3日より実装。プレーヤーパネル、卓背景、牌を任意に変更可能となる機能である。
- 利用するには一度でもプレーしたe-AMUSEMENT PASSをeAMUSEMENTサイトへ登録の上、カスタムを実施する（現在はKONAMI IDと統合されており、KONAMI IDの登録が必要）。
- PASELIを利用し新しいカスタムを購入する、イベントなどで配布されるカスタムを利用するなどで増やすことが可能。カスタムメニューの種類は逐次増加している。
- カスタムの一部には購入制限が掛けられており、段位到達、大会優勝、上位リーグ在籍などの条件を満たした場合にのみ購入出来るものが用意されている。
- 購入条件が掛けられているものの一部には「購入時の実績（例：SSSリーグ在籍）」が条件になっているものがあり、それを満たさなくなると、再度条件を満たすまで購入できなくなる。
- 各種称号についてはプレーヤーパネルの下部に表示される形で登録が可能。
- プレーヤーパネルに関してはキャビネットの種類を問わず、他プレーヤーにも設定した内容が表示されている。
- プレー中に任意でカスタムのON/OFFが可能。彩の華以前はニューキャビネット、スタンダードキャビネット共に変更可能であったが、ZERO以降はプレミアムエリアで変更するようになった関係でスタンダードキャビネットは常時ONで固定され変更不可となった。
- プレー中にカスタムを変更した場合でもゲームに反映されるのは「次回ログイン」からとなる。
- 一部の牌（黄龍牌、真龍牌、ロケテスト牌）は、捨て牌表示においてツモ切り時の暗転表示が判別できなくなる。
- リーチ時の演出、宣言アレンジについてはビジュアルアレンジ画面ではなく、FIGHT CLUB VIPの画面より購入/設定の変更が必要となる。

### FIGHT CLUB VIP
- 頂の陣の稼働と同時にFIGHT CLUB VIPが登場した。
- 基本的にはゲームプレーを行う事、1日1回のサイトログインによりポイントが溜まり、溜まったポイントを消費することにより特別なサービスが受けられる。
- 累計獲得ポイントに応じて「ブロンズ」「シルバー」「ゴールド」「プレミア」の各レベルが存在し、利用できる機能に違いがある。
- ゲームプレー、ログイン以外にもゲームプレー後のKONAMI eAMUSEMENTアプリでVIPが加算されたり、イベントなどを規定対局を満たすことによりボーナス加算が行われる場合もある。
- ファイトクラブアレンジ（プレーに関する宣言のアレンジ（掛け声表示の変更））が実装され、リーチ時の演出変更（オーラを纏わせるなど）、プレーヤーネームの変更、所属地域の変更が行える。
- 所属地域の変更は新作が稼働した際の初回プレー時に一度のみ行えたが、現在は本機能を利用して任意のタイミングで変更可能。新作稼働時の所属地域変更は不可となっている。
- プレーヤーネームは全シリーズを通して変更不可能であったが、本機能の登場により変更可能となった。
- ファイトクラブアレンジはビジュアルアレンジと同様に、基本的な機能は数種類しか存在しないが、PASELIを消費してカスタムを開放することが可能。
- VIPポイントを消費してカスタムを行う場合、多くは期間限定（2ヶ月程度有効）のアレンジとなり、一度解除してしまうと再設定には再度VIPポイントの消費が必要。
- 独特の機能として「ファイト挨拶」が存在し、設定することによって対局開始前に他家に対して3行までコメントを行うことが可能。ファイト挨拶を設定しているプレーヤーの中にはアスキーアートや絵文字、顔文字を設定しているプレーヤーも存在する。
- ファイト挨拶に関しても枠のカスタマイズが存在し、こちらも基本枠以外はPASELI消費によるカスタマイズとなる。
- VIPを消費することにより、GIII、GIIまでのイベントであれば条件を満たさずとも強制的にイベントを発動させる事が可能。2017年4月の更新にて一時的にGII発動ができなくなっている。
- イベントの強制発動、季節のリーチ演出に関しては対局直前の画面からも実施・購入でき、オプション選択時に上部のFIGHT CLUB VIPボタンより選択可能。
- イベント強制発動の消費ポイントは、サービス開始時点に比べ下方修正された。幸福賞に関してはSDJ発動時には無効。
- ゴールドランクの半分以上までVIPポイントを到達させた場合、「異名」システムが利用可能となる。
- リーチ時の演出についてはニューキャビネットであればビジュアルアレンジをOFFにすればビジュアルアレンジと同時に非表示になる。

### 対局BGM
- 対局BGMは新作稼働時には新曲が追加されており、イベントに参加しない場合でも「歴代の麻雀格闘倶楽部BGM」と「ボーナスBGM」が選べ「サウンドセレクト」画面（旧称：「サウンドオプション」）で随時BGMの選択が可能。
- イベントは主に「KAC開催時」「麻雀格闘倶楽部のパチンコ版やパチスロ版の新作販売時」などに開催されており、イベントに参加し条件を満たす事で「麻雀格闘倶楽部BGM」以外の「別作品BGM・特殊BGM」が「サウンドオプション」に追加される。
- これまでに集めたBGMは新作（次回作）になっても解禁状況が引き継がれるため、消える事無く使用可能。
- この他にも企業とのコラボ・イベントなどで限定BGM・専用BGMが使用されたこともある（これらは集める物では無い為、イベント終了した時点で使用終了・再入手不可）。
- また『グラディウス』のBGMのみコナミコマンドを模した特殊な入力方法[注 27]で使用できる。

## 家庭用ゲームソフト

### PlayStation Portable版

#### 麻雀格闘倶楽部
2004年12月12日発売。『MFC3』ベース。アーケード版に準拠している格闘倶楽部モードとルールが自由に変更できる自由ルールモードの2種類の対局モードがある。Wi-Fiアドホック通信を利用し、最大4人まで通信対戦ができる（ゲームシェアリング非対応）。その他、麻雀の基礎や得点計算などのクイズも収録されている。

#### 麻雀格闘倶楽部 全国対戦版
2006年12月7日発売。アーケード版に準拠している格闘倶楽部モード・プロCPUモード、ルールが自由に変更できる自由ルールモードの3種類の対局モードがある。
ルール、システム等はアーケード版のMFC5にほぼ準拠しているが、「ソウルオーブシステム」など一部省略された機能もある。アドホック通信を利用し最大4人まで通信対戦ができる。またゲームシェアリングに対応しその場合はソフト1本で対戦ができる。インフラストラクチャー通信を利用すれば全国のPSPまたはPS3ユーザーと通信対戦ができる（DS版、Wii版とは対戦不可）。
e-AMUSEMENT SPOTにてデータの閲覧および、通信対戦を行う有料サービスがある（それぞれ月額315円、ウェブマネーでは420円）。成績閲覧サービスのみ2010年1月1日に終了した。

### ニンテンドーDS版
『麻雀格闘倶楽部DS Wi-Fi対応』が2006年12月7日に発売。DSワイヤレス通信、DSダウンロードプレー対応。また、ニンテンドーWi-Fiコネクション対応で無料でDS版同士の全国対戦ができる（2014年5月20日終了）。
通常のCPU対局とプロCPU対局モードの他、「○秒以内に上がれ」など与えられた条件をクリアするミッションモードがある。一定の条件をクリアすると、グラディウスやがんばれゴエモン等、往年のコナミゲームの背景画像やBGMを手に入れることができる。

### PlayStation 3版
『麻雀格闘倶楽部 全国対戦版』が2006年11月16日に発売。インターネットへ接続することでPlayStation 3版同士、またはPSP版全国対戦版とのオンライン対戦ができる。

### Wii版
『麻雀格闘倶楽部Wii Wi-Fi対応』が2009年4月29日に発売。ニンテンドーWi-Fiコネクション対応で「Wii東風リーグ」、「Wii半荘リーグ」などが基本的に無料でプレー可能。また、WiiとDSとのオンライン対戦や、DSダウンロードプレーにより、WiiをクライアントとしたDSとの対戦が可能。公式ページの動画ではMFC7相当のクオリティとされているが、オーブ授受など一部のシステムはMFC6以前のものがベースとなっている(DS版と互換性を持つためとみられる)。
パッケージはリバーシブルパッケージとなっており、裏面には役一覧が記載されている。
2013年4月30日 Wi-Fi接続サービス終了。

#### リーグシステム
Wii東風リーグ、Wii半荘リーグがあり、それぞれ4人で東風戦、半荘戦を行う。対戦相手のマッチングは段位や黄龍といった分け方はせず、クラス別にマッチングを行う。決められた一定数の規定対局数（東風10、半荘8）を毎月1日・15日までにこなしたプレーヤーのみ成績が集計され、それによってリーグの移動がある。リーグの昇格により勝ち星が1つ授与される。AIリーグの場合は、AIリーグ維持で黄龍オーブまたはファイトオーブ1個が授与される。
アーケード版とは異なり級位でも参加することが可能で、段位別戦は存在しない。リーグはA〜DまでそれぞれIとIIに分かれており、下位から順にDII、DI、CII、CI、BII、BI、AII、AIとなっている。2009年12月1日には全リーグが解放された。
グループを組むことができ、最大10名まで同一グループに所属できる。グループ内の上位5名のゲームスコア（アーケード版のクラブスコアに相当）の合計をもとにしたグループランキングもある。

#### DSとのオンライン対戦
『麻雀格闘倶楽部DS Wi-Fi対応』とのオンライン対戦にも対応しているが、Wii東風リーグ・Wii半荘リーグのDIおよびDIIクラスとのマッチングのみ可能となっている。

#### DSとのオフライン対戦
Wii1台、DS3台での対戦が可能。

#### 大会
有料の大会と無料の大会があり、有料の大会に参加する場合はWiiポイントが必要。優勝以外の入賞者の人数は当時のアーケード版で使用されていた絶対数ではなく、参加者に対する順位の割合で決定する（後にアーケード版も割合方式が導入された）。入賞者に特殊なカスタマイズアイテムなどが配布される場合もある。

#### 牌効率ナビ
我龍転生に先駆けて、オフラインでのみ利用可能となっている。オプションで設定可能。現在の順目と向牌数、牌を切った場合の向牌数と向上牌を知ることができ、聴牌となる場合には、成立する手役の可能性が高い順に、金、銀、銅で表示される（確定役は金に加え横に確定と表示される）。

#### 点数計算アシスト
あがり役および点数の表示画面で、あがった手役に応じた説明を聞くことができる。入門、役の計算、符の計算、符と翻と点数、検定の5段階に分かれており、オプションで任意に選択することができる。各段階では、説明が表示されているときに+ボタンを押すことで昇格検定モードとなり、次回から段階に応じたクイズ形式での検定が行われる（符の計算であれば、何符かを答える等）。一定数正解することで次の段階へ進むことができる。昇格検定モードの状態で+ボタンを押すと説明モードに戻すことができる。

#### アップデートディスク
初期生産版の一部仕様および不具合を修正したアップデートディスクが2009年8月25日より無償交換で配布された。アップデートディスク配布以降、大会の参加やグループ機能を使用するためにはアップデートディスクが必要となっている。

### PlayStation Vita版
『麻雀格闘倶楽部 新生・全国対戦版』が2011年12月17日にPS Vita本体と同時発売（ローンチタイトルの一つ）。
- コンシューマMFCシリーズ初の三人打ち登場。
- リーグ戦・グループシステム採用。
- 『MFC u.v.』(初期バージョン)ベースである。ただし、真龍の階級は割愛されている。
- PSP・PS3版全国対戦版およびu.v.〜絆の章〜との引き継ぎ・データ連動が可能。
- ダウンロードアイテムとして有料でビジュアルアレンジ同様のパーツが使用できる。
- 全国対戦で遊ぶためには対局チケットをPlayStation StoreかPASELIで購入する必要がある。コンシューマでPASELIが使用できる最初の作品である。
- ある条件を満たすとBGMが解放される（例えばオンラインに定期的にログインするなど）。

## 携帯電話・タブレット版
携帯電話用サイト「コナミネットDX」において、FOMA・EZweb（BREW）・SoftBank 3Gで配信されている。携帯電話版をプレーするにはコナミネットDX会員登録の他に、全国対戦ではサイト内のポイントを消費する必要がある。
2008年には『麻雀格闘倶楽部mobile2』が配信開始。全国半荘リーグ・全国段位別半荘戦・プロCPU戦モードが追加され、MFC7に登場するプロ雀士52名が登場する。通信速度及びパケット量が大幅に改善され、快適なプレーが可能になった。
2009年には『麻雀格闘倶楽部mobile premium』が追加（2010年1月現在iアプリのみ）。ビジュアルアレンジや全国三人打ち麻雀などが追加されている。
2010年12月16日にはiPhone・iPod touch・iPad向けのiOSアプリ『麻雀格闘倶楽部 touch』が配信開始された。
2013年8月30日には『 麻雀格闘倶楽部touch』の後継作となるiOSアプリ『麻雀格闘倶楽部Sp』が配信開始（Android版は2014年1月28日配信開始）。新モード「一局対局」が搭載されている。ポン・チー・カン・リーチ・アガリの各種ボタンは通常スライドするが、後にiPad版では高解像度という条件を活かし、これらのボタンを画面下に配置することでアーケード版さながらの操作性を実現させた。また独自機能としてプロ雀士のマスコットもしくはコラボキャラクターを育成する「プチプロ雀士」が搭載されている。

## パチスロ
以下の5作品がリリースされている。
- 『麻雀格闘倶楽部』（2014年・KPE）
- 『麻雀格闘倶楽部2』（2016年・KPE）
- 『麻雀格闘倶楽部参』（2019年）
- 『麻雀格闘倶楽部 真』（2021年）
- 『麻雀格闘倶楽部 覚醒』（2023年）

これらのほか、KPEは2011年にも日本プロ麻雀連盟の女子プロ雀士が出演する『雀龍桜花』を発売している。また、『麻雀格闘倶楽部参』はメダルゲーム『FEATURE Premium』としてもリリースされており、コナステでもプレイできる。

## パチンコ
- CRぱちんこ麻雀格闘倶楽部

## 関連書籍・CD
- （書籍）麻雀格闘倶楽部2 〜公式ガイドブック〜（竹書房、ISBN 4812414393）
- （書籍）麻雀格闘倶楽部5 〜プロが選んだ神の一打〜（ソフトバンククリエイティブ、ISBN 4797338024）
- （書籍）麻雀格闘倶楽部で覚える 超実戦型 最強の打ち方(日本文芸社、ISBN 9784537215953)
- （CD）麻雀格闘倶楽部 特別音楽集（コナミ）

MFC1-3の全曲（DISC1）および効果音（DISC2）が収録されている。2004年12月3日発売。CD2枚組。
- （CD）麻雀格闘倶楽部 特別音楽集弐・参 （コナミデジタルエンタテインメント）

MFC4-7の全曲（DISC1「弐」にMFC4・5、DISC2「参」にMFC6・7）が収録されている。2008年8月29日発売。CD2枚組。